# Список абревіатур і скорочень з військової справи
Цей список містить перелік абревіатур і скорочень, що пов'язані з військовою справою. Список не є повний і може доповнюватися.

## 0–9
0K — англ. Zero Killed, усі живі (вимовляється як OK, як вислів, що все добре)
1LT  – англ. First Lieutenant, перший лейтенант (Армія США) (У USAF використовують 1st Lt)
2LT  – англ. Second Lieutenant (U.S. Army), другий лейтенант (Армія США) (У USAF використовують 2d Lt)
2IC  – англ. Second In Command, заступник командира

## А
| Абревіатура, скорочення | Предмет               | Розшифрування                                                     | Примітки            |
| ----------------------- | --------------------- | ----------------------------------------------------------------- | ------------------- |
| А                       | заг.-військ.          | Армія                                                             |                     |
| а/с                     | заг.                  | Абонентська скринька                                              |                     |
| АА1                     | мор. , авіац.         | Авіаносна авіація                                                 |                     |
| АА2                     | авіац.                | Автоматичний аеростат                                             |                     |
| АА3                     | заг.-військ. , авіац. | Армійська авіація                                                 |                     |
| ААР                     | радіотех.             | Адаптивна антенна решітка                                         |                     |
| АБ1                     | заг.-військ. , авіац. | Авіаційна база                                                    |                     |
| АБ2                     | авіац. , боєпр.       | Авіаційна бомба                                                   |                     |
| АБ3                     | боєпр.                | Атомна бомба                                                      |                     |
| АББЗЛ                   | авіац.                | Авіаційна база бойового застосування літаків                      |                     |
| АБГ1                    | авіац.                | Авіаційна багатоцільова група                                     |                     |
| АБГ2                    | розв.                 | Агентурно-бойова група                                            |                     |
| АБР                     |                       | Автономний блок розведення                                        |                     |
| АБС                     | арт.                  | Артилерійська балістична станція                                  |                     |
| АВК                     | мор. , авіац.         | Авіаносний корабель                                               |                     |
| АВН                     |                       | Апаратура визначення номера                                       |                     |
| АвПУГ                   | заг.-військ. , авіац. | Авіаційна пошуково-ударна група                                   |                     |
| АВС                     |                       | Антивірусна система                                               |                     |
| Автобат                 | заг.-військ.          | Автомобільний батальйон                                           |                     |
| АГ1                     | заг.-військ.          | Армійська група                                                   |                     |
| АГ2                     | арт.                  | Артилерійський гірокомпас                                         |                     |
| АГЗ                     | арт.                  | Артилерійський гучномовний зв'язок                                |                     |
| АГІТАБ                  | авіац. , боєпр.       | Агітаційна авіаційна бомба                                        |                     |
| АГС                     | стріл. збр.           | Автоматичний гранатомет станковий                                 |                     |
| АД                      | авіац.                | Авіаційний двигун                                                 | те саме, що й АР1   |
| АДД                     | заг.-військ. , авіац. | Авіація далекої дії                                               |                     |
| АДС                     |                       | Аварійно-диспетчерська служба                                     |                     |
| АЕП                     |                       | Акустоелектричний перетворювач                                    |                     |
| АЕС                     |                       | Атомна електростанція                                             |                     |
| АЗ                      | арт.                  | Автомат заряджання                                                |                     |
| АЗГ                     | арт.                  | Автоматична зенітна гармата                                       |                     |
| АЗК                     | арт.                  | Автоматизований звукометричний комплекс                           |                     |
| АЗКР                    | арт. , розв.          | Автоматизований звукометричний комплекс розвідки                  | те саме, що й РАЗК  |
| АЗР                     | арт. , розв.          | Артилерійська звукова розвідка                                    |                     |
| АЗС                     |                       | Автозаправна станція                                              |                     |
| АЗУ                     | авіац. , боєпр.       | Авіаційний засіб ураження                                         |                     |
| АІПС                    |                       | Автоматизована інформаційно-пошукова система                      |                     |
| АІР                     | арт. , розв.          | Артилерійська інструментальна розвідка                            |                     |
| АК1                     | стріл. збр.           | 7,62-мм автомат Калашникова                                       |                     |
| АК2                     | заг.-військ.          | Армійський корпус                                                 |                     |
| АК3                     | арт.                  | Артилерійський комплекс                                           |                     |
| АК74                    | стріл. збр.           | 5,45-мм автомат Калашникова                                       |                     |
| АК74М                   | стріл. збр.           | 5,45-мм автомат Калашникова, модернізований                       |                     |
| АКА                     | мор.                  | Артилерійський катер                                              |                     |
| АКМ                     | стріл. збр.           | 7,62-мм Автомат Калашникова, модернізований                       |                     |
| АКМС                    | стріл. збр.           | 7,62-мм автомат Калашникова, модернізований зі складним прикладом |                     |
| АКС                     | стріл. збр.           | 7,62-мм автомат Калашникова зі складним прикладом                 |                     |
| АКС74                   | стріл. збр.           | 5,45-мм автомат Калашникова зі складним прикладом                 |                     |
| АКС74У                  | стріл. збр.           | 5,45-мм автомат Калашникова, укорочений зі складним прикладом     |                     |
| АЛА                     | авіац.                | Авіаційні літальні апарати                                        |                     |
| АЛЗ                     |                       | Автономна летальна зброя                                          |                     |
| АМ                      |                       | Амплітудна модуляція                                              |                     |
| АМВ                     | заг.-військ.          | Аеромобільні війська                                              |                     |
| АМП                     | арт.                  | Артилерійський метеорологічний пост                               |                     |
| АНБ (англ. NSA)         | назва , розв.         | Агентство національної безпеки                                    | у США               |
| АОЗ                     | сис. зв.              | Абонентський об'єкт зв'язку                                       |                     |
| АОК1                    |                       | Автоматизований обчислювальний комплекс                           |                     |
| АОК2                    |                       | Аналоговий обчислювальний комплекс                                |                     |
| АОМ                     |                       | Аналогова обчислювальна машина                                    |                     |
| АП                      |                       | Антенний пристрій                                                 |                     |
| АПД                     |                       | 1. Апаратура передачі даних. 2. Аналіз проведених дій.            |                     |
| АПК                     | авіац.                | Авіаційні прилади і комплекси                                     |                     |
| АПН                     |                       | Апаратура підміни номера                                          |                     |
| АППК                    |                       | Автоматичний прийомопередавач команд                              |                     |
| АПР                     | авіац. , мор.         | Авіаційна протичовнова ракета                                     |                     |
| АПРК                    | мор.                  | Атомний підводний ракетний крейсер                                |                     |
| АПС                     | стріл. збр.           | 9-мм автоматичний пістолет Стєчкіна зразка 1951 року              |                     |
| АПУ                     |                       | Автоматизована пускова установка                                  |                     |
| АПУГ                    | авіац. , мор.         | Авіаносна протичовнова ударна група                               |                     |
| АПЧ                     | мор.                  | Атомний підводний човен                                           |                     |
| АПЧБР                   | мор.                  | Атомний підводний човен з балістичними ракетами                   | те саме, що й ПЧАРБ |
| АПЧКР                   | мор.                  | Атомний підводний човен з крилатими ракетами                      | те саме, що й ПЧАРК |
| АР1                     | авіац.                | Авіаційний рушій                                                  | те саме, що й АД    |
| АР2                     | арт. , розв.          | Артилерійська розвідка                                            |                     |
| АРБ1                    | авіац.                | Авіаційна ремонтна база                                           |                     |
| АРБ2                    | авто.                 | Автомобільна ремонтна база                                        |                     |
| АРВ                     |                       | Автоматичний радіовітромір                                        |                     |
| АРІ                     |                       | Автоматичний реєстратор інформації                                |                     |
| АРК                     | арт.                  | Артилерійський радіолокаційний комплекс                           |                     |
| АРЛС                    |                       | Активна радіолокаційна система                                    |                     |
| АРМ                     |                       | Автоматизоване робоче місце                                       |                     |
| АРМС                    |                       | Автоматична радіометеорологічна станція                           |                     |
| АРС1                    |                       | Аварійно-рятувальна служба                                        |                     |
| АРС2                    |                       | Авторозливна станція                                              |                     |
| АРС3                    | боєпр.                | Активно-реактивний снаряд                                         |                     |
| Арта                    | арт.                  | Артилерія                                                         |                     |
| Артбат                  | заг.-військ. , арт.   | Артилерійська батарея, артилерійський батальйон                   |                     |
| Артдив                  | заг.-військ. , арт.   | Артилерійський дивізіон                                           |                     |
| Артуст                  | арт.                  | Артилерійська установка                                           |                     |
| АС                      | авіац.                | Аеростат спостереження                                            |                     |
| АСБУ                    |                       | Автоматизована система бойового управління                        |                     |
| АСБ                     | авіац.                | Аеродром спільного базування                                      |                     |
| АСВ                     |                       | Автомат скидання відбивачів                                       |                     |
| АСОрПР                  |                       | Автоматизована система організації повітряного руху               |                     |
| АСУ1                    |                       | Автоматизована система управління                                 |                     |
| АСУ2                    | арт.                  | Артилерійська самохідна установка                                 | те саме, що й САУ1  |
| АСУВ1                   |                       | Автоматизована система управлення військами                       | те саме, що й АСКВ1 |
| АСУВ2                   |                       | Автоматизована система управлення вогнем                          | те саме, що й АСКВ2 |
| АТ1                     |                       | Акустичний трал                                                   |                     |
| АТ2                     |                       | Антитерор, антитерористичний                                      | те саме, що й КТ2   |
| АТ3                     | арт.                  | Артилерійський тягач                                              |                     |
| АТБ                     | авіац.                | Авіаційно-технічна база                                           |                     |
| АТО                     |                       | Антитерористична операція                                         | те саме, що й КТО   |
| АТС                     |                       | Автоматична телефонна станція                                     |                     |
| АТЦ                     |                       | Антитерористичний центр                                           |                     |
| АУ1                     | заг.                  | Адміністративне управління                                        |                     |
| АУ2                     | арт.                  | Артилерійська установка                                           |                     |
| АУГ                     | авіац. , мор.         | Авіаносна ударна група                                            | те саме, що й АУЗ   |
| АУЗ                     | авіац. , мор.         | Авіаносне ударне з'єднання                                        | те саме, що й АУГ   |
| АУС                     | авіац. , мор.         | Авіаносні ударні сили                                             |                     |
| АФА                     |                       | Антенний фотоапарат                                               |                     |
| АФАР                    | авіац.                | Активна фазована антенна решітка                                  |                     |
| АФС                     | авіац.                | Аерофотослужба                                                    |                     |
| АХНР                    |                       | Аварійно хімічно небезпечні речовини                              |                     |
| АЦ                      | авто.                 | Автомобільна цистерна                                             |                     |
| АЦП                     |                       | Аналогово-цифровий перетворювач                                   |                     |
| АЧХ                     |                       | Амплітудно-частотна характеристика                                |                     |
| АЩС                     |                       | Антенно-щоглова споруда                                           |                     |

## Б
| Абревіатура, скорочення | Предмет                    | Розшифрування                                             | Примітки               |
| ----------------------- | -------------------------- | --------------------------------------------------------- | ---------------------- |
| БА1                     | мор. , арт.                | Берегова артилерія                                        |                        |
| БА2                     | авіац.                     | Бомбардувальна авіація                                    |                        |
| БА3                     | авто. , бр.-тех.           | Бронеавтомобіль                                           |                        |
| БАС                     | авіац.                     | Безпілотна авіаційна система                              |                        |
| ББ1                     | авіац.                     | Близький бомбардувальник                                  |                        |
| ББ2                     | назва                      | Бойове Братство                                           | у Росії                |
| ББ3                     |                            | Бойовий блок                                              |                        |
| ББ4                     | зах. спор.                 | Бронебаштова батарея                                      |                        |
| ББД                     |                            | Біометрична база даних                                    |                        |
| ББЖ                     |                            | Безперебійний блок живлення, блок безперебійного живлення |                        |
| ББІН                    |                            | Бойовий блок індивідуального наведення                    |                        |
| ББМ                     | бр.-тех.                   | Бойова броньована машина                                  |                        |
| ББП                     | мор.                       | Берегова база постачання                                  |                        |
| БВ1                     | заг.-військ.               | Безповоротні втрати                                       |                        |
| БВ2                     | заг.-військ. , мор.        | Берегові війська                                          |                        |
| БГ1                     | арт.                       | Безвідкатна гармата                                       |                        |
| БГ2                     |                            | Боєголівка                                                | те саме, що й БЧ1      |
| БГ3                     | заг.-військ.               | Бойова готовність                                         |                        |
| БГ4                     |                            | Бойова група                                              |                        |
| БГАС                    |                            | Берегова гідроакустична станція                           |                        |
| БҐРК                    | рак. збр.                  | Бойовий ґрунтовий ракетний комплекс                       |                        |
| БД1                     |                            | База даних                                                |                        |
| БД2                     | заг.-військ.               | Бойові дії                                                |                        |
| БДЖ                     |                            | Безперебійне джерело живлення                             | те саме, що й ДБЖ      |
| БЕОМ                    | авіац.                     | Бортова електронно-обчислювальна система                  |                        |
| БЄК                     | заг.-військ.               | Бойовий єдиний комплект                                   |                        |
| БЖ1                     |                            | Блок живлення                                             |                        |
| БЖ2                     | заг.-військ.               | Бронежилет                                                |                        |
| БЖІ                     |                            | Блок живлення імпульсний                                  |                        |
| БЖШ                     |                            | Блок живлення штепсельний                                 |                        |
| БЗ1                     |                            | Біологічна зброя                                          |                        |
| БЗ2                     |                            | Біологічний захист                                        |                        |
| БЗВ                     |                            | Бойове зарядне відділення                                 |                        |
| БЗМ                     | заг.-військ.               | База зберігання майна                                     |                        |
| БЗОТ                    | заг.-військ.               | База зберігання озброєння і техніки                       |                        |
| БЗРК                    | рак. збр.                  | Бойовий залізничний ракетний комплекс                     |                        |
| БЗТ                     | стріл. збр. , боєпр.       | Бронебійно-запалювально-трасувальна                       | про кулю               |
| БІП                     |                            | Бойовий інформаційний пост                                |                        |
| БІКС                    |                            | Бойова інформаційно-керувальна система                    |                        |
| БК1                     | заг.-військ. , боєпр.      | Боєкомплект                                               |                        |
| БК2                     |                            | Бойова кнопка                                             |                        |
| БКА                     | мор.                       | Бронекатер                                                |                        |
| БКП                     | арт.                       | Батарейний командний пункт                                |                        |
| БЛА                     | авіац.                     | Безпілотний літальний апарат                              | те саме, що й БПЛА     |
| БЛР                     | авіац.                     | Безпілотний літак-розвідник                               |                        |
| БМ                      | авто. , бр.-тех.           | Бронемашина                                               |                        |
| БМВО                    | бр.-тех.                   | Бойова машина з важким озброєнням                         | те саме, що й БМТО     |
| БМВП                    | бр.-тех.                   | Бойова машина вогневої підтримки                          |                        |
| БМД                     | бр.-тех.                   | Бойова машина десанту                                     |                        |
| БММ                     | бр.-тех.                   | Броньована медична машина                                 |                        |
| БМП                     | бр.-тех.                   | Бойова машина піхоти                                      |                        |
| БМПТ                    | бр.-тех.                   | Бойова машина підтримки танків                            |                        |
| БМС                     | бр.-тех.                   | Бойова машина супроводу                                   |                        |
| БМТО                    | бр.-тех.                   | Бойова машина з тяжким озброєнням                         | те саме, що й БМВО     |
| БМЧС                    | бр.-тех.                   | Бойова машина чергових сил                                |                        |
| БН1                     | опт.                       | Бінокль нічний                                            |                        |
| БН2                     |                            | Бойовий ніж                                               |                        |
| БНіП                    |                            | Будівельні норми і правила                                |                        |
| БО1                     | мор.                       | Берегова оборона                                          |                        |
| БО2                     |                            | Блок обчислювальний                                       |                        |
| БО3                     | заг.-військ.               | Бойова охорона, бойове охоронення                         |                        |
| БОР1                    |                            | Безпека і оперативна робота                               |                        |
| БОР2                    |                            | Бойові отруйні речовини                                   |                        |
| БОХОР                   | мор.                       | Берегова охорона                                          |                        |
| БП1                     |                            | Блокпост                                                  |                        |
| БП2                     |                            | Бойова підготовка                                         |                        |
| БП3                     |                            | Бойовий пост                                              |                        |
| БП4                     | боєпр.                     | Бойові припаси                                            |                        |
| БПВ                     | авіац.                     | Безпілотний вертоліт                                      | те саме, що й БПГ      |
| БПГ                     | авіац.                     | Безпілотний гелікоптер                                    | те саме, що й БПВ      |
| БПЗК                    | арт.                       | Батарейний пересувний звукометричний комплекс             | те саме, що й БРЗК     |
| БПКА                    |                            | Багаторазовий повітряно-космічний апарат                  |                        |
| БПЛ                     |                            | Безпілотний літак                                         |                        |
| БПЛА                    |                            | Безпілотний літальний апарат                              | те саме, що й БЛА      |
| БПО                     | бр.-тех.                   | Бронепоїзд, бронепотяг                                    |                        |
| БПП                     |                            | Безпосередня підтримка піхоти                             |                        |
| БПС1                    | авіац.                     | Безпілотне повітряне судно                                |                        |
| БПС2                    | боєпр.                     | Бронебійно-підкаліберний снаряд                           |                        |
| БР1                     | рак. збр.                  | Балістична ракета                                         |                        |
| БР2                     |                            | Браслети ручні                                            |                        |
| бр. г-л                 | заг.-військ. , військ. зв. | Бригадний генерал                                         |                        |
| БРАВ                    | арт.                       | Берегові ракетно-артилерійські війська                    |                        |
| БРБРД                   | рак. збр.                  | Балістична ракета близького радіуса дії                   |                        |
| БРВРД                   | рак. збр.                  | Балістична ракета великого радіуса дії                    |                        |
| БРГ                     |                            | Багатоствольний реактивний гранатомет                     |                        |
| БРГК                    | рак. збр.                  | Багатоцільовий ракетно-гарматний комплекс                 |                        |
| БРД1                    |                            | Бойовий розвідувальний дозор                              |                        |
| БРД2 (англ. INR)        |                            | Бюро розвідки і досліджень                                | підрозділ Держдепу США |
| БРДД                    | рак. збр.                  | Балістична ракета дальньої дії                            |                        |
| БРДМ                    | бр.-тех.                   | Бойова розвідувально-дозорна машина                       |                        |
| БРЕЗП                   |                            | Боротьба з радіоелектронними засобами противника          |                        |
| БРЕМ                    | бр.-тех.                   | Бойова ремонтно-евакуаційна машина                        |                        |
| БРЕО                    |                            | Бортове радіоелектроне обладнання                         |                        |
| БРЗК                    | арт.                       | Батарейний рухомий звукометричний комплекс                | те саме, що й БПЗК     |
| бриг. ген.              | військ. зв.                | Бригадний генерал                                         |                        |
| БРК                     | рак. збр.                  | Бойовий ракетний комплекс                                 |                        |
| БРЛП                    | авіац.                     | Бортовий радіолокаційний приціл                           |                        |
| БРЛС                    | авіац.                     | Бортова радіолокаційна станція                            |                        |
| БРМ                     | бр.-тех.                   | Бойова розвідувальна машина                               |                        |
| БРМРД                   | рак. збр.                  | Балістична ракета малого радіуса дії                      |                        |
| БРПЧ                    | рак. збр.                  | Балістична ракета для підводних човнів                    |                        |
| БРР                     |                            | Бойові радіоактивні речовини                              |                        |
| БРСД                    | рак. збр.                  | Балістична ракета середньої дальності                     | те саме, що й БРСРД    |
| БРСРД                   | рак. збр.                  | Балістична ракета середнього радіуса дії                  | те саме, що й БРСД     |
| БС                      | заг.-військ.               | Бойова служба                                             |                        |
| БСП                     |                            | Бойова стартова позиція                                   |                        |
| БСС                     |                            | Берегова система спостереження                            |                        |
| БТ1                     | заг.-військ.               | Бойова тривога                                            |                        |
| БТ2                     | бр.-тех.                   | Бронетехніка                                              |                        |
| БТБ                     |                            | Берегова технічна база                                    |                        |
| БТВ                     | авіац.                     | Багатофункціональний транспортний вертоліт                | те саме, що й БТГ      |
| БТГ                     | авіац.                     | Багатофункціональний транспортний гелікоптер              | те саме, що й БТВ      |
| БТКК                    | авіац.                     | Багаторазовий транспортний космічний корабель             |                        |
| БТП                     |                            | Береговий теплопеленгатор                                 |                        |
| БТР                     | бр.-тех.                   | Бронетранспортер                                          |                        |
| БТЩ                     | мор.                       | Базовий тральщик                                          |                        |
| БУ                      |                            | Блок управління                                           |                        |
| БУД                     |                            | Бомба уповільненої дії                                    |                        |
| Будбат                  | заг.-військ.               | Будівельний батальйон                                     |                        |
| БУК                     | мор.                       | Буксирний катер                                           |                        |
| БФВ                     | авіац.                     | Багатофункціональний фронтовий винищувач                  |                        |
| БХР                     |                            | Бойові хімічні речовини                                   |                        |
| БЧ1                     |                            | Бойова частина                                            | те саме, що й БГ2      |
| БЧ2                     | заг.-військ.               | Бойове чергування                                         |                        |
| БЧС                     | заг.-військ.               | Бойовий чисельний склад                                   |                        |
| БШУ                     | авіац.                     | Бомбардувально-штурмовий удар                             |                        |

## В
| Абревіатура, скорочення | Предмет | Розшифрування                                | Примітки                 |
| ----------------------- | ------- | -------------------------------------------- | ------------------------ |
| в. о.                   |         | Виконувач обов'язків                         |                          |
| в/сл                    |         | Військовослужбовець                          |                          |
| в/ч                     |         | Військова частина                            |                          |
| ВА1                     |         | Вимикач автоматичний                         |                          |
| ВА2                     |         | Винищувальна авіація                         |                          |
| ВА3                     | заг.    | Військова авіація                            |                          |
| ВА4                     |         | Військова академія                           |                          |
| ВАБ                     |         | Військова авіаційна база                     |                          |
| ВА(В)КР                 |         | Важкий авіаносний крейсер                    | те саме, що й ТА(В)КР    |
| ВАРКР                   |         | Важкий атомний ракетний крейсер              | те саме, що й ТАРКР      |
| ВБ1                     |         | Важкий бомбардувальник                       | те саме, що й ТБ2        |
| ВБ2                     | заг.    | Військова база                               |                          |
| ВБД                     |         | Ветеран бойових дій                          |                          |
| ВБЖ                     |         | Високовольтний блок живлення                 |                          |
| ВБМП                    |         | Важка бойова машина піхоти                   | те саме, що й ТБМП       |
| ВБО                     |         | Війська берегової оборони                    | у ВМС ЗС України         |
| ВВ                      |         | Внутрішні війська                            |                          |
| ВВС                     |         | Важка вогнеметна система                     | те саме, що й ТВС        |
| ВГК                     |         | Верховне головне командування                |                          |
| ВГРЧ                    |         | Воєнізована гірничо-рятувальна частина       |                          |
| ВД                      |         | Воєнна доктрина                              |                          |
| ВДВ                     |         | Високомобільні десантні війська              | нині ДШВ                 |
| ВДК                     |         | Великий десантний корабель                   |                          |
| ВДШ                     |         | Велика димова шашка                          |                          |
| ВЕШ                     |         | Воєнний ешелон                               |                          |
| ВЗ1                     |         | Вертикальне зондування                       |                          |
| ВЗ2                     |         | Військовозобов'язаний                        |                          |
| ВЗ3                     |         | Воєнна зрада                                 |                          |
| ВЗ4                     |         | Вузол зв'язку                                |                          |
| ВЗ5                     |         | Взвод забезпечення                           |                          |
| ВзОІ                    |         | Взаємний обмін інформації                    |                          |
| ВЗП                     |         | Вентиляційний захисний пристрій              |                          |
| ВЗЯВ                    |         | Виявлення і засікання ядерних вибухів        |                          |
| ВІБДР                   |         | Військова інспекція безпеки дорожнього руху  |                          |
| Військпол               |         | Військова поліція                            | те саме, що й Воєнпол    |
| Військпром              |         | Військова промисловість                      | те саме, що й Воєнпром   |
| ВІП                     |         | Військово-інженерна підготовка               |                          |
| ВІПО                    |         | Військовополонений                           |                          |
| ВІС                     |         | Велика інтегральна схема                     |                          |
| ВКБЗ                    |         | Вузол контролю безпеки зв'язку               |                          |
| ВКП                     |         | Відеоконтрольний пристрій                    |                          |
| ВКР1                    |         | Військова контррозвідка                      |                          |
| ВКР2                    |         | Внутрішньо-камерна розробка                  |                          |
| ВКС                     |         | Військово-космічні сили                      |                          |
| ВКТК                    |         | Вузол комплексного технічного контролю       |                          |
| ВЛЕ                     |         | Військово-лікарська експертиза               |                          |
| ВЛК                     |         | Військово-лікарська комісія                  |                          |
| ВМ                      |         | Вибухові матеріали                           |                          |
| ВМБ                     |         | Військово-морська база                       |                          |
| ВМД                     |         | Військово-морський департамент               | у ДО США                 |
| ВМК                     |         | Військово-медична комісія                    |                          |
| ВМН                     |         | Військово-морські навчання                   |                          |
| ВМП                     |         | Військово-медична підготовка                 |                          |
| ВМР                     |         | Військово-морська розвідка                   |                          |
| ВМС                     |         | Військово-морські сили                       |                          |
| ВМФ                     |         | Військово-морський флот                      |                          |
| ВНП                     |         | Вибухонебезпечний предмет                    |                          |
| ВНУС                    |         | Війська внутрішньої служби                   |                          |
| ВО1                     |         | Виконувач обов'язків                         |                          |
| ВО2                     |         | Воєнний округ                                |                          |
| Воєнвід                 |         | Воєнне відомство                             |                          |
| Воєнком                 |         | Воєнний комісар                              |                          |
| Воєнкомат               |         | Воєнний комісаріат                           |                          |
| Воєнкор                 |         | Воєнний кореспондент                         |                          |
| Воєнпол                 |         | Воєнна поліція                               | те саме, що й Військпол  |
| Воєнпром                |         | Воєнна промисловість                         | те саме, що й Військпром |
| Воєнторг                |         | Крамниця з продажу воєнних товарів           |                          |
| ВОП                     |         | Взводний опорний пункт                       |                          |
| ВОС1                    |         | Військово-облікова спеціальність             |                          |
| ВОС2                    |         | Втрати особового складу                      |                          |
| ВОХОР1                  |         | Війська охорони                              |                          |
| ВОХОР2                  |         | Воєнізована охорона                          |                          |
| ВП1                     |         | Вибуховий пристрій                           |                          |
| ВП2                     |         | Військова поліція                            |                          |
| ВП3                     |         | Військова прокуратура                        |                          |
| ВП4                     |         | Вогнева підготовка                           |                          |
| ВПБ1                    |         | Військово-повітряна база                     |                          |
| ВПБ2                    |         | Військово-польове будівництво                |                          |
| ВПД                     |         | Військово-повітряний департамент             | у ДО США                 |
| ВПЗК                    |         | Взводний пересувний звукометричний комплекс  | те саме, що й ВРЗК       |
| ВПК1                    |         | Великий протичовновий корабель               | те саме, що й ВПЧК       |
| ВПК2                    |         | Військово-промисловий комплекс               |                          |
| ВПКО                    |         | Війська повітряно-космічної оборони          | у Росії                  |
| ВПО                     |         | Військово-професійна орієнтація              |                          |
| ВПП                     |         | Відділ постачання паливом                    |                          |
| ВПС1                    |         | Військово-повітряні сили                     |                          |
| ВПС2                    |         | Військово-поштова служба                     |                          |
| ВПЧК                    |         | Великий протичовновий корабель               | те саме, що й ВПК1       |
| ВПШ                     |         | Військово-польовий шпиталь                   |                          |
| ВР1                     |         | Вибухова речовина                            |                          |
| ВР2                     |         | Військова розвідка                           |                          |
| ВРЗК                    |         | Взводний рухомий звукометричний комплекс     | те саме, що й ВПЗК       |
| ВРК                     |         | Великий ракетний корабель                    |                          |
| ВРКО                    |         | Великий розвідувальний корабель              |                          |
| ВРУ                     |         | Верховна Рада України                        |                          |
| ВС1                     |         | Витратний склад                              |                          |
| ВС2                     |         | Військова служба                             |                          |
| ВС3                     |         | Водолазне судно                              |                          |
| ВС4                     |         | Воєнний стан                                 |                          |
| ВСБГ                    |         | Вищий ступінь бойової готовності             |                          |
| ВСГ                     |         | Великокаліберна снайперська гвинтівка        |                          |
| ВСП                     |         | Військова служба правопорядку                | у ЗСУ                    |
| ВСПММ                   |         | Витратний склад паливо-мастильних матеріалів |                          |
| ВТ1                     |         | Важкий танк                                  | те саме, що й ТТ2        |
| ВТ2                     |         | Військова техніка                            |                          |
| ВТА                     |         | Військово-транспортна авіація                |                          |
| ВТБ                     |         | Високоточний боєприпас                       |                          |
| ВТЗ                     |         | Високоточна зброя                            | те саме, що й ВТО        |
| ВТКА                    |         | Великий торпедний катер                      |                          |
| ВТЛ                     |         | Військово-транспортний літак                 |                          |
| ВТО                     |         | Високоточне озброєння                        | те саме, що й ВТЗ        |
| ВТрО                    |         | Війська територіальної оборони               |                          |
| ВТС                     |         | Військово-технічне співробітництво           |                          |
| ВУЗ                     |         | Відділення урядового зв'язку                 |                          |
| ВЦА                     |         | Військово-цивільна адміністрація             |                          |
| ВЧ1                     |         | Висока частота                               |                          |
| ВЧ2                     |         | Військова частина                            |                          |
| ВШ1                     |         | Військовий шпиталь                           |                          |
| ВШ2                     |         | Вогнепровідний шнур                          |                          |
| ВЯВ                     |         | Виявлення ядерних вибухів                    |                          |

## Г
| Абревіатура, скорочення | Предмет | Розшифрування                                                                          | Примітки                      |
| ----------------------- | ------- | -------------------------------------------------------------------------------------- | ----------------------------- |
| г-л                     |         | Генерал                                                                                |                               |
| г-л ар.                 |         | Генерал Армії                                                                          |                               |
| г-л/л-нт                |         | Генерал-лейтенант                                                                      |                               |
| г-л/м-р                 |         | Генерал-майор                                                                          |                               |
| г-л/п-к                 |         | Генерал-полковник                                                                      |                               |
| ГА                      |         | Генеральна Асамблея                                                                    | в ООН                         |
| ГА                      |         | Гірська артилерія                                                                      |                               |
| ГАО                     |         | Гідроакустична обстановка                                                              |                               |
| ГАС                     |         | Гідроакустична станція                                                                 |                               |
| ГАУ                     |         | Головне артилерійське управління                                                       |                               |
| ГБ                      |         | Глибинна бомба                                                                         |                               |
| ГВЖ                     |         | Головний вимикач живлення                                                              |                               |
| ГВП                     |         | Головна військова прокуратура                                                          |                               |
| ГВЧ                     |         | Генератор випадкових чисел                                                             |                               |
| ген.                    |         | Генерал                                                                                |                               |
| ген. ар.                |         | Генерал Армії                                                                          |                               |
| ген. л.                 |         | Генерал-лейтенант                                                                      |                               |
| ген. л-нт               |         | Генерал-лейтенант                                                                      |                               |
| ген. лейт.              |         | Генерал-лейтенант                                                                      |                               |
| ген. м.                 |         | Генерал-майор                                                                          |                               |
| ген. м-р                |         | Генерал-майор                                                                          |                               |
| ген. п.                 |         | Генерал-полковник                                                                      |                               |
| ген. п-к                |         | Генерал-полковник                                                                      |                               |
| ген. полк.              |         | Генерал-полковник                                                                      |                               |
| генсек                  |         | Генеральний секретар                                                                   |                               |
| ГЕП                     |         | Головний ешелон парку                                                                  |                               |
| ГЕС                     |         | Гідроелектростанція                                                                    |                               |
| ГЗ                      |         | Група захоплення                                                                       |                               |
| ГІАЦ                    |         | Головний інформаційно-аналітичний центр                                                |                               |
| ГІС                     |         | Геоінформаційна система                                                                |                               |
| ГІЦ                     |         | Головний інформаційний центр                                                           |                               |
| ГКК                     |         | Гвинто-кермова колонка                                                                 |                               |
| ГКП                     |         | Головний командний пункт                                                               |                               |
| ГКС                     |         | Гідроакустичне контрольне судно                                                        |                               |
| ГЛОНАСС                 |         | Глобальна навігаційна супутникова система                                              |                               |
| ГМД                     |         | Гнучкий магнітний диск                                                                 |                               |
| ГМЗ                     |         | Гідрометеорологічне забезпечення                                                       |                               |
| ГМП                     |         | Газомоторне паливо                                                                     |                               |
| ГМС                     |         | Гідрометеорологічна станція                                                            |                               |
| ГМСЗЛБ                  |         | Глобальна морська система зв'язку під час лиха і для забезпечення безпеки мореплавства |                               |
| ГМЦ                     |         | Гідрометеорологічний центр                                                             |                               |
| ГМШ                     |         | Головний морський штаб                                                                 |                               |
| ГНР                     |         | Група негайного реагування                                                             | те саме, що й ГШР             |
| Головком                |         | Головнокомандувач                                                                      |                               |
| ГОЦ1                    |         | Головний обробний центр                                                                |                               |
| ГОЦ2                    |         | Головний обчислювальний центр                                                          |                               |
| ГП1                     |         | Газова пружина                                                                         |                               |
| ГП2                     |         | Гірська піхота                                                                         |                               |
| ГПД                     |         | Гідроакустична протидія                                                                |                               |
| ГПЗ                     |         | Головна похідна застава                                                                |                               |
| ГПСЗ                    |         | Головний пункт спостереження і зв'язку                                                 |                               |
| ГР                      |         | Група реагування                                                                       |                               |
| ГРАУ                    |         | Головне ракетно-артилерійське управління                                               | в МО Росії і колиш. СРСР      |
| ГРД                     |         | Гібридний ракетний двигун                                                              | те саме, що й ГРР             |
| ГРР                     |         | Гібридний ракетний двигун                                                              | те саме, що й ГРД             |
| ГРУ                     |         | Головне розвідувальне управління                                                       | в Росії, Білорусі та Монголії |
| ГС                      |         | Гідрографічне судно                                                                    |                               |
| ГСБ                     |         | Головний старшина батальйону                                                           |                               |
| ГСН                     |         | Голівка самонаведення                                                                  |                               |
| ГСО                     |         | Геостаціонарна орбіта                                                                  |                               |
| ГСЧ                     |         | Гірськострілецькі частини                                                              |                               |
| ГТ                      |         | Гусеничний тягач                                                                       |                               |
| ГТД                     |         | Газотурбінний двигун                                                                   | те саме, що й ГТР             |
| ГТЗ                     |         | Гусеничний транспортний засіб                                                          |                               |
| ГТМ                     |         | Газо-транспортна мережа                                                                |                               |
| ГТП1                    |         | Група тактичної підтримки                                                              |                               |
| ГТП2                    |         | Гусенечний транспортер                                                                 |                               |
| ГТР                     |         | Газотурбінний рушій                                                                    | те саме, що й ГТД             |
| ГТС                     |         | Газо-транспортна система                                                               |                               |
| ГТУ                     |         | Газотурбінна установка                                                                 |                               |
| ГУ                      |         | Головне управління                                                                     |                               |
| ГУР                     |         | Головне управління розвідки                                                            | у МО України                  |
| ГЧ                      |         | Головна частина                                                                        |                               |
| ГШ1                     |         | Генеральний штаб                                                                       |                               |
| ГШ2                     |         | Герметичний шолом                                                                      |                               |
| ГШР                     |         | Група швидкого реагування                                                              | те саме, що й ГНР             |

## Д
| Абревіатура, скорочення | Предмет | Розшифрування | Примітки                                                                   |
| ----------------------- | ------- | --- | -------------------------------------------------------------------------- |
| ДА1                     |         | Далекомір артилерійський |                                                                            |
| ДА2                     |         | Дальня авіація |                                                                            |
| ДА3                     |         | Департамент армії | у ДО США                                                                   |
| ДА4                     |         | Державний архів |                                                                            |
| ДАБ                     |         | Димова авіаційна бомба |                                                                            |
| ДАК                     |         | Далекомір артилерійський квантовий |                                                                            |
| ДАП1                    |         | Димоутворювальний авіаційний прилад |                                                                            |
| ДАП2                    |         | Донецький аеропорт |                                                                            |
| ДБ                      |         | Дальній бомбардувальник |                                                                            |
| ДБЖ                     |         | Джерело безперебійного живлення | те саме, що й БДЖ                                                          |
| ДБА                     |         | Дальня бомбардувальна авіація |                                                                            |
| ДБР                     |         | Дальній безпілотний розвідник |                                                                            |
| ДВБ (англ. DHS)         |         | Департамент внутрішньої безпеки | в США — аналог Міністерства національної (державної) безпеки в низці країн |
| ДВЗ                     |         | Двигун внутрішнього згорання |                                                                            |
| ДВЧ                     |         | Датчик випадкових чисел |                                                                            |
| ДГ                      |         | Дизель-генератор |                                                                            |
| ДГАС                    |         | Донна гідроакустична станція |                                                                            |
| ДЕПЧ                    |         | Дизель-електричний підводний човен |                                                                            |
| Держбез                 |         | Державна безпека |                                                                            |
| Держдеп (англ. DOS)     |         | Державний департамент | в США — аналог Міністерства закордонних справ                              |
| Дердсек                 |         | Державний секретар | в США                                                                      |
| ДЗ1                     |         | Димова завіса |                                                                            |
| ДЗ2                     |         | Димові засоби |                                                                            |
| ДЗ3                     |         | Динамічний захист |                                                                            |
| ДЗЗСЄ                   |         | Договір про звичайні збройні сили в Єврові                                                                                               |                                                                            |
| ДЗОТ                    |         | Довготривала закріплена оборонна точка, дерево-земляна оборонна точка                                                                    |                                                                            |
| ДК                      |         | Дистанційне керування | те саме, що й ДУ2                                                          |
| ДКА                     |         | Десантний катер |                                                                            |
| ДКО                     |         | Десантний корабель |                                                                            |
| ДКП                     |         | Допоміжний командний пункт |                                                                            |
| ДКР                     |         | Дослідно-конструкторські роботи |                                                                            |
| ДЛА                     |         | Двигун літального апарата | те саме, що й РЛА                                                          |
| ДМБ                     |         | Демобілізація |                                                                            |
| ДНЧ                     |         | Десантний надувний човен |                                                                            |
| ДНЯЗ                    |         | Договір про нерозповсюдження ядерної зброї                                                                                               |                                                                            |
| ДО (англ. DOD)          |         | Департамент оборони | в США — аналог Міністерства оборони                                        |
| ДОЗ                     |         | Державне оборонне замовлення |                                                                            |
| ДОС                     |         | Довгочасна оборонна споруда |                                                                            |
| ДОС                     |         | Довгочасна орбітальна станція |                                                                            |
| ДОТ                     |         | Довготривала оборонна точка |                                                                            |
| ДП                      |         | від рос. Дегтярёв, пехотный — 7,62-мм ручний кулемет Дєгтярьова зразка 1927 року                                                         |                                                                            |
| ДПБ                     |         | Додатковий паливний бак | ракети                                                                     |
| ДПЛА                    |         | Дистанційно пілотований літальний апарат                                                                                                 |                                                                            |
| ДПРОВТ                  |         | Державна програма розвитку озброєння і військової техніки                                                                                |                                                                            |
| ДПО                     |         | Державна програма озброєння |                                                                            |
| ДПС                     |         | Десантна парашутна система |                                                                            |
| ДПСУ                    |         | Державна прикордонна служба України |                                                                            |
| ДПУ                     |         | Допоміжний пункт управління |                                                                            |
| ДРГ                     |         | Диверсійно-розвідувальна група |                                                                            |
| ДРЖ                     |         | Джерело резервного живлення |                                                                            |
| ДРЛВ                    |         | Дальнє радіолокаційне виявлення |                                                                            |
| ДРНС                    |         | Датчик розпізнавання навколишнього середовища                                                                                            | ЯЗ                                                                         |
| ДРР                     |         | Дешифрувально-розвідувальна робота |                                                                            |
| ДРС                     |         | Дешифрувально-розвідувальна служба |                                                                            |
| ДСК                     |         | Для службового користування |                                                                            |
| ДСНС                    |         | Державна служба з надзвичайних ситуацій                                                                                                  | в Україні                                                                  |
| ДСО                     |         | Державна служба охорони | колишня структура МВС України                                              |
| ДССТ                    |         | Державна спеціальна служба транспорту | в МО України                                                               |
| ДССЗЗІ                  |         | Державна служба спеціального зв'язку і захисту інформації                                                                                | в Україні                                                                  |
| ДСТУ                    |         | Державний стандарт України |                                                                            |
| ДСЧ                     |         | Десантний складний човен |                                                                            |
| ДТ                      |         | від рос. Дегтярёв, танковый — 7,62-мм танковий кулемет Дєгтярьова зразка 1929 року                                                       |                                                                            |
| ДТА1                    |         | Десантно-транспортна авіація | те саме, що й ТДА                                                          |
| ДТА2                    |         | Диверсійно-терористичний акт |                                                                            |
| ДТД                     |         | Десантний транспорт-док |                                                                            |
| ДУ1                     |         | Дизельна установка |                                                                            |
| ДУ2                     |         | Дистанційне управління | те саме, що й ДК                                                           |
| ДХ                      |         | Довгі хвилі, довгохвильові |                                                                            |
| ДХП                     |         | Дулова хвиля пострілу |                                                                            |
| ДШ                      |         | Димова шашка |                                                                            |
| ДШБ                     |         | Десантно-штурмовий батальйон |                                                                            |
| ДШБр                    |         | Десантно-штурмова бригада |                                                                            |
| ДШВ                     |         | Десантно-штурмові війська | у ЗСУ                                                                      |
| ДШК(М)                  |         | від рос. Дегтярёв, Шпагин, крупнокалиберный (модернизированный) — 12,7-мм великокаліберний кулемет Дєгтярьова і Шпагіна зразка 1938 року |                                                                            |

## Е
| Абревіатура, скорочення | Предмет | Розшифрування                                            | Примітки           |
| ----------------------- | ------- | -------------------------------------------------------- | ------------------ |
| ЕА                      |         | Електронний архів                                        | те саме, що й ЕЛАР |
| ЕАР                     |         | Еквівалентний акустичний радіус                          |                    |
| ЕВП                     |         | Ежекторно-вихлопний пристрій, екранно-вихлопний пристрій |                    |
| ЕЗ                      |         | Електризоване загородження                               |                    |
| ЕЗМ                     |         | Електризоване загородження модульного типу               |                    |
| ЕЛАР                    |         | Електронний архів                                        | те саме, що й ЕА   |
| ЕКГ                     |         | Електрокардіограма                                       |                    |
| ЕКУ                     |         | Економічне управління                                    |                    |
| ЕМ                      |         | Ескадрений міноносець                                    |                    |
| ЕМІ                     |         | Електромагнітний імпульс                                 |                    |
| ЕМС                     |         | Електромагнітна сумісність                               |                    |
| ЕМХ                     |         | Електромагнітні хвилі                                    |                    |
| ЕОМ                     |         | Електронно-обчислювальна машина                          |                    |
| ЕОС                     |         | Електронно-очислювальна система                          |                    |
| ЕОТ                     |         | Електронно-обчислювальна техніка                         |                    |
| ЕПР                     |         | Ефективна поверхня розсіювання                           |                    |
| ЕПС                     |         | Електронна пошукова система                              |                    |
| ЕПТ                     |         | Електронно-променева трубка                              |                    |
| ЕРД                     |         | Електричний ракетний двигун                              | те саме, що й ЕРР  |
| ЕРР                     |         | Електричний ракетний рушій                               | те саме, що й ЕРД  |
| Есмінець                |         | Ескадрений міноносець                                    |                    |
| ЕТЗ                     |         | Електротехнічні засоби                                   |                    |
| ЕУ                      |         | Енергетична установка                                    |                    |
| ЕЦП                     |         | Електронний цифровий підпис                              |                    |
| ЕШ                      |         | Ешелон                                                   |                    |
| еш.                     |         | Ешелон                                                   |                    |

## Є
| Абревіатура, скорочення | Предмет | Розшифрування                                                                   | Примітки           |
| ----------------------- | ------- | ------------------------------------------------------------------------------- | ------------------ |
| ЄАІС                    |         | Єдина автоматизована інформаційна система                                       |                    |
| ЄАМЗ                    |         | Єдина автоматизована мережа зв'язку                                             | те саме, що й ЄАСЗ |
| ЄАСЗ                    |         | Єдина автоматизована система зв'язку                                            | те саме, що й ЄАМЗ |
| ЄАСУ                    |         | Єдина автоматизована система управління                                         |                    |
| ЄБК                     |         | Єдиний бойовий комплект                                                         |                    |
| Європол                 |         | від англ. Europol — European Police Office — Європейське поліцейське управління |                    |
| ЄКА                     |         | Європейське космічне агентство                                                  |                    |
| ЄКНС                    |         | Єдина космічна навігаційна система                                              |                    |
| ЄСВОН                   |         | Єдина система виявлення й оцінки наслідків                                      | застосування ЗМУ   |
| ЄСКС                    |         | Єдина система космічного спостереження                                          |                    |
| ЄССЗ                    |         | Єдина система супутникового зв'язку                                             |                    |
| ЄСУБ                    |         | Єдина система управління боєм                                                   |                    |

## Ж
| Абревіатура, скорочення | Предмет             | Розшифрування                            | Примітки |
| ----------------------- | ------------------- | ---------------------------------------- | -------- |
| ЖЗВ                     | заг.-військ. , заг. | Житлове забезпечення військовослужбовців |          |
| ЖС                      | заг.-військ.        | Жива сила                                |          |

## З
| Абревіатура, скорочення | Предмет             | Розшифрування                                     | Примітки            |
| ----------------------- | ------------------- | ------------------------------------------------- | ------------------- |
| ЗА                      | заг.-військ. , заг. | Зенітна артилерія                                 |                     |
| ЗАБ                     |                     | Запалювальна авіаційна бомба                      |                     |
| ЗАВЗ                    |                     | Засоби антивірусного захисту                      |                     |
| ЗАК                     |                     | Зенітний артилерійський комплекс                  |                     |
| ЗАС                     |                     | Зенітний автомат стрільби                         |                     |
| ЗББ                     |                     | Зброя ближнього бою                               |                     |
| ЗБВ                     |                     | Зниклий безвісти                                  |                     |
| ЗБД                     |                     | Зона бойових дій                                  |                     |
| ЗБЗ                     |                     | Зведений бойовий загін                            |                     |
| ЗБІ                     |                     | Забезпечення безпеки інформації                   |                     |
| ЗВ1&                    |                     | Загороджувальний вогонь                           |                     |
| ЗВ2                     |                     | Зосереджений вогонь                               |                     |
| ЗВД                     |                     | Загальновійськові дисципліни                      |                     |
| ЗВЗ                     |                     | Зведений військовий загін                         |                     |
| ЗВОВС                   |                     | Закон про військовий обов'язку і військову службу |                     |
| ЗВЯЗ                    |                     | Зона, вільна від ядерної зброї                    |                     |
| ЗГРК                    |                     | Зенітний гарматно-ракетний комплекс               | те саме, що й ЗРГК  |
| ЗГРЛС                   |                     | Загоризонтна радіолокаційна станція               |                     |
| ЗДІ                     |                     | Забезпечення доступу до інформації                |                     |
| ЗДП                     |                     | Захисно-димовий патрон                            |                     |
| ЗЕРАВ                   |                     | Зона ефективного ракетно-артилерійського вогню    |                     |
| ЗЗ1                     |                     | Засоби захисту                                    |                     |
| ЗЗ2                     |                     | Звичайна зброя                                    | те саме, що й ЗО    |
| ЗЗ3                     |                     | Здовжений заряд                                   |                     |
| ЗЗД                     |                     | Засоби захисту даних                              |                     |
| ЗЗІ                     |                     | Засоби захисту інформації                         |                     |
| ЗЗК1                    |                     | Загальновійськовий захисний комплекс              |                     |
| ЗЗК2                    |                     | Зона збройного конфлікту                          |                     |
| ЗЗМЗ                    |                     | Захист від зброї масового знищення                | те саме, що й ЗЗМУ  |
| ЗЗМУ                    |                     | Захист від зброї масового ураження                | те саме, що й ЗЗМЗ  |
| ЗЗУ                     |                     | Звичайні засоби ураження                          |                     |
| ЗІ                      |                     | Засоби ініціювання                                |                     |
| ЗІЗ1                    |                     | Засоби індивідуального захисту                    |                     |
| ЗІЗ2                    |                     | Засоби інженерного забезпечення                   |                     |
| ЗІП                     |                     | Запчастини, інструменти і приладдя                |                     |
| ЗІЦ                     |                     | Зональний інформаційний центр                     |                     |
| ЗКВП                    |                     | Загін кораблів вогневої підтримки                 |                     |
| ЗКЗІ1                   |                     | Засоби контролю захищеності інформації            |                     |
| ЗКЗІ2                   |                     | Засоби криптографічного захисту інформації        |                     |
| ЗКП1                    |                     | Замаскований командний пункт                      |                     |
| ЗКП2                    |                     | Запасний командний пункт                          |                     |
| ЗКР                     |                     | Зенітна керована ракета                           |                     |
| ЗКУ                     |                     | Зенітна кулеметна установка                       |                     |
| ЗМЗ                     |                     | Зброя масового знищення                           | те саме, що й ЗМУ   |
| ЗМІ                     |                     | Засоби масової інформації                         |                     |
| ЗМУ                     |                     | Зброя масового ураження                           | те саме, що й ЗМЗ   |
| ЗНБ                     |                     | Загроза національній безпеці                      |                     |
| ЗНГШ                    |                     | Заступник начальника Генерального штабу           |                     |
| ЗНІ1                    |                     | Захист національних інтересів                     |                     |
| ЗНІ2                    |                     | З'ємний носій інформації                          |                     |
| ЗНО                     |                     | Засоби наземного обслуговування                   |                     |
| ЗНШ                     |                     | Заступник начальника штабу                        |                     |
| ЗО                      |                     | Звичайне озброєння                                | (те саме, що й ЗЗ2) |
| ЗОІ                     |                     | Засоби обробки інформації                         |                     |
| ЗП1                     |                     | Замковий пристрій                                 |                     |
| ЗП2                     |                     | Зв'язкова підготовка                              |                     |
| ЗПАМ                    |                     | Збірний пункт аварійних машин                     |                     |
| ЗПВ                     |                     | Збірний пункт військовополонених                  |                     |
| ЗПЗ                     |                     | Зворотно-похиле зондування                        |                     |
| ЗПМ                     |                     | Злітно-посадковий майданчик                       |                     |
| ЗПН                     |                     | Засоби повітряного нападу                         |                     |
| ЗПП1                    |                     | Замково-перемовний пристрій                       |                     |
| ЗПП2                    |                     | Збірно-пересильний пункт                          |                     |
| ЗПП3                    |                     | Зв'язок підвищеної прихованості                   |                     |
| ЗПС1                    |                     | Захищена поштова система                          |                     |
| ЗПС2                    |                     | Злітно-посадкова смуга                            |                     |
| ЗПУ                     |                     | Запасний пункт управління                         |                     |
| ЗР1                     |                     | Звукова розвідка                                  |                     |
| ЗР2                     |                     | Зенітна ракета                                    |                     |
| зр.                     |                     | Зразок                                            |                     |
| зраз.                   |                     | Зразок                                            |                     |
| ЗРАК                    |                     | Зенітний ракетно-артилерійський комплекс          |                     |
| ЗРВ                     |                     | Зенітно-ракетні війська                           |                     |
| ЗРГК                    |                     | Зенітний ракетно-гарматний комплекс               | те саме, що й ЗГРК  |
| ЗРК                     |                     | Зенітний ракетний комплекс                        |                     |
| ЗРЧ                     |                     | Заручник                                          |                     |
| ЗС1                     |                     | Збройні сили                                      |                     |
| ЗС2                     |                     | Земна станція                                     |                     |
| ЗСГ                     |                     | Зведена спеціальна група                          |                     |
| ЗСУ1                    |                     | Збройні сили України                              |                     |
| ЗСУ2                    |                     | Зенітна самохідна установка                       |                     |
| ЗСЦО                    |                     | Захисні споруди цивільної оборони                 |                     |
| ЗТВ                     |                     | Загальні технічні вимоги                          |                     |
| ЗТЗ                     |                     | Загальне технічне завдання                        |                     |
| ЗТН                     |                     | Заліково-тактичне навчання                        |                     |
| ЗУ                      |                     | Зенітна установка                                 |                     |
| ЗУБ                     |                     | Загиблий у бою                                    |                     |
| ЗФП                     |                     | Звичайна фізична підготовка                       |                     |
| Зх.                     |                     | Захід                                             |                     |
| ЗШ                      |                     | Захисний шолом                                    |                     |

## І
| Абревіатура, скорочення | Предмет | Розшифрування                                                                                                 | Примітки                          |
| ----------------------- | ------- | --- | --------------------------------- |
| ІАС1                    |         | Інженерно-авіаційна служба                                                                                    |                                   |
| ІАС2                    |         | Інформаційно-аналітична система                                                                               |                                   |
| ІАСМЛППС                |         | Інформаційно-аналітична система моніторингу льотної придатності повітряних суден                              |                                   |
| ІАЦ                     |         | Інформаційно-аналітичний центр                                                                                |                                   |
| ІБ1                     |         | Інформаційна база                                                                                             |                                   |
| ІБ2                     |         | Інформаційна безпека                                                                                          |                                   |
| ІБП                     |         | Інженерні боєприпаси                                                                                          |                                   |
| ІБРЕК                   |         | Інформаційно-бойовий радіоелектронний комплекс                                                                |                                   |
| ІВ1                     |         | Інженерні війська                                                                                             |                                   |
| ІВ2                     |         | Інформаційна війна                                                                                            |                                   |
| ІДА                     |         | Індивідуальний дихальний апарат                                                                               |                                   |
| ІКМ                     |         | Імпульсно-кодова модуляція                                                                                    |                                   |
| ІКО                     |         | Індикатор кругового огляду                                                                                    |                                   |
| ІМР                     |         | Інженерна машина розгородження                                                                                |                                   |
| ІНС                     |         | Інерційна навігаційна система                                                                                 |                                   |
| Інтерпол                |         | від англ. Interpol — International Criminal Police Organization — Міжнародна організація кримінальної поліції |                                   |
| ІНФІБРО                 |         | Інформаційне бюро                                                                                             | у Розвідочній управі ГШ Армії УНР |
| ІО                      |         | Інформаційний опір                                                                                            | те саме, що й ІС3                 |
| ІОС                     |         | Інструкція остаточного спорядження                                                                            |                                   |
| ІОЦ                     |         | Інформаційно-обчислювальний центр                                                                             |                                   |
| ІП                      |         | Інженерна підготовка                                                                                          |                                   |
| ІПФ                     |         | Інженерний пост фотографування                                                                                |                                   |
| ІПЦ                     |         | Імітатор повітряної цілі                                                                                      |                                   |
| ІР                      |         | Інженерна розвідка                                                                                            |                                   |
| ІРГ                     |         | Інженерно-розвідувальна група                                                                                 |                                   |
| ІРД                     |         | Інженерно-розвідувальний дозор                                                                                |                                   |
| ІРМ                     |         | Інженерно-розвідувальна машина                                                                                |                                   |
| ІРС                     |         | Інформаційно-розрахункова система                                                                             |                                   |
| ІРХ                     |         | Індивідуальний раціон харчування                                                                              |                                   |
| ІС1                     |         | Інтегральна схема                                                                                             |                                   |
| ІС2                     |         | Інформаційна система                                                                                          |                                   |
| ІС3                     |         | Інформаційний спротив                                                                                         | те саме, що й ІО                  |
| ІСБ                     |         | Інтегральна система безпеки                                                                                   |                                   |
| ІСП                     |         | Інженерний спостережний пост                                                                                  |                                   |
| ІСПД                    |         | Інформаційна система персональних даних                                                                       |                                   |
| ІСС                     |         | Інформаційно-супутникова система                                                                              |                                   |
| ІТ                      |         | Інформаційні технології                                                                                       |                                   |
| ІЦ                      |         | Інформаційний центр                                                                                           |                                   |
| ІЧ                      |         | Інфрачервоне випромінювання, інфрачервоний                                                                    |                                   |
| ІЧГСН                   |         | Інфрачервона голівка самонаведення                                                                            |                                   |

## К
| Абревіатура, скорочення     | Предмет | Розшифрування                                                       | Примітки                      |
| --------------------------- | ------- | ------------------------------------------------------------------- | ----------------------------- |
| к. с.                       |         | Кінські сили                                                        |                               |
| к/с                         |         | Контрактна служба                                                   |                               |
| к-л                         |         | Капрал                                                              |                               |
| к-н                         |         | Капітан                                                             |                               |
| КА1                         |         | Катер                                                               |                               |
| КА2                         |         | Космічний апарат                                                    |                               |
| КАБ                         |         | Керована авіаційна бомба                                            |                               |
| КАЗ1                        |         | Комплекс активного захисту                                          |                               |
| КАЗ2                        |         | Комплексна апаратна зв'язку                                         |                               |
| кап.                        |         | Капітан                                                             |                               |
| КАС                         |         | Керований артилерійський снаряд                                     |                               |
| КАСУ                        |         | Корабельна автоматизована система управління                        |                               |
| КАУ1                        |         | Комплекс автоматизованого управління                                |                               |
| КАУ2                        |         | Корабельна артилерійська установка                                  |                               |
| КБ                          |         | Конструкторське бюро                                                |                               |
| КБО                         |         | Комплекс бортового обладнання                                       | авіаційних літальних апаратів |
| КБП1                        |         | Кодоблокувальний пристрій                                           | ЯЗ                            |
| КБП2                        |         | Курс бойової підготовки                                             |                               |
| КВ                          |         | Космічні війська                                                    |                               |
| КВБМ                        |         | Курс водіння бойовими машинами                                      |                               |
| КВК                         |         | Корабель вимірювального комплексу                                   |                               |
| КВМ                         |         | Катер-водій мішені                                                  |                               |
| КВП1                        |         | Командно-вимірювальний пункт                                        |                               |
| КВП2                        |         | Контрольно-вимірювальні прилади                                     |                               |
| КВФ                         |         | Командувач військ фронту                                            |                               |
| КВШ                         |         | Клінічний військовий шпиталь                                        |                               |
| КГЧ                         |         | Космічна головна частина                                            |                               |
| КД                          |         | Конструкторська документація                                        |                               |
| КДБ (рос. КГБ)              |         | Комітет державної безпеки                                           | у Білорусі та колиш. СРСР     |
| КДВ                         |         | Контактно-дистанційний висадник                                     |                               |
| КДП                         |         | Командно-диспетчерський пункт                                       |                               |
| КДТ                         |         | Квантовий далекомір танковий                                        |                               |
| КЗАУВ                       |         | Комплекс засобів автоматизованого управління вогнем                 |                               |
| КЗА1                        |         | Комплекс засобів автоматизації                                      |                               |
| КЗА2                        |         | Контрольно-записувальна апаратура                                   |                               |
| КЗБ                         |         | Кімната для зберігання боєприпасів                                  |                               |
| КЗВ                         |         | Катер зв'язку                                                       |                               |
| КЗЗ                         |         | Кімната для зберігання зброї                                        |                               |
| КЗНС                        |         | Короткоствольна зброя з нарізним стволом                            |                               |
| КЗП                         |         | Комплекс заходів подолання                                          | ПРО                           |
| КЗУ                         |         | Керовані засоби ураження                                            |                               |
| КІВ                         |         | Кругове імовірне відхилення                                         |                               |
| КК1                         |         | Карний Кодекс                                                       |                               |
| КК3                         |         | Космічний корабель                                                  |                               |
| ККД                         |         | Коефіцієнт корисної дії                                             |                               |
| ККО                         |         | Контрольно-коректувальний пункт                                     |                               |
| ККР                         |         | Контейнер комплексної розвідки                                      |                               |
| КЛА                         |         | Космічний літальний апарат                                          |                               |
| КМ                          |         | Катер-мішень                                                        |                               |
| КМБ                         |         | Курс молодого бійця                                                 |                               |
| КМП1                        |         | Кероване мінне поле                                                 |                               |
| КМП2                        |         | Корпус морської піхоти                                              | у ЗС США                      |
| КМП3                        |         | Королівська морська піхота                                          | у ВМС Великої Британії        |
| КМС1                        |         | Кандидат у майстри спорту                                           |                               |
| КМС2                        |         | Колективні миротворчі сили                                          |                               |
| КМС3                        |         | Континент миротворчих сил                                           |                               |
| КНБ                         |         | Комітет національної безпеки                                        | у Казахстані                  |
| КНБО                        |         | Комітет з питань національної безпеки і оборони                     | з III по VIII скликання ВРУ   |
| КНС1                        |         | Комплексована навігаційна система                                   | СНС                           |
| КНС2                        |         | Космічна навігаційна система                                        |                               |
| КО                          |         | Космічний об'єкт                                                    |                               |
| КОДБ                        |         | Комітет з питань оборони і державної безпеки                        | I і II скликань ВРУ           |
| КОЕП                        |         | Комплекс оптико-електронної протидії                                |                               |
| Ком.                        |         | Командир                                                            |                               |
| Команд.                     |         | Командувач                                                          |                               |
| Командарм                   |         | Командувач армії                                                    |                               |
| Комбат                      |         | Командир батальйону, командир батареї                               |                               |
| Комбриг                     |         | Командир бригади                                                    |                               |
| Комвзводу                   |         | Командир взводу                                                     |                               |
| Комвід                      |         | Командир відділення                                                 |                               |
| Комгруп(и)                  |         | Командир групи                                                      |                               |
| Комдержбез (рос. Комгосбез) |         | Комітет державної безпеки                                           | у Білорусі та колиш. СРСР     |
| Комдив                      |         | Командир дивізії, командир дивізіону                                |                               |
| КомМП                       |         | Командування морської піхоти                                        |                               |
| Комнацбез                   |         | Комітет (з питань) національної безпеки                             |                               |
| Комнацоборонбез             |         | Комітет з питань національної безпеки і оборони                     | з III по VIII скликання ВРУ   |
| Комоборондержбез            |         | Комітет з питань оборони і державної безпеки                        | I і II скликань ВРУ           |
| Комполку                    |         | Командир полку                                                      |                               |
| Комроти                     |         | Командир роти                                                       |                               |
| КОПП                        |         | Корабель на повітряній подушці                                      |                               |
| КОРД                        |         | Корпус оперативно-раптової дії                                      | у НПУ                         |
| КОУ                         |         | Корабель управління                                                 |                               |
| КП                          |         | Командний пункт                                                     |                               |
| КПВ(Т) (рос. КПВТ)          |         | 14,5-мм великокаліберний кулемет Владімірова                        |                               |
| КПК1                        |         | Кишеньковий персональний комп'ютер                                  |                               |
| КПК2                        |         | Корабель на підводних крилах                                        |                               |
| КПО                         |         | Кімната підготовки офіцерів                                         |                               |
| КПП1                        |         | Контрольно-пропускний пункт/пост                                    |                               |
| КПП2                        |         | Коробка перемикання передач                                         |                               |
| КПС                         |         | Кімната підготовки сержантів                                        |                               |
| КПУГ                        |         | Корабельна пошуково-ударна група                                    |                               |
| КПУНВА                      |         | Корабельний пункт управління і наведення винищувальної авіації      |                               |
| КР1                         |         | Контррозвідка                                                       |                               |
| КР2                         |         | Крилата ракета                                                      |                               |
| КРАС                        |         | Контрольно-ремонтна автомобільна станція                            |                               |
| КРВ                         |         | Контррозвідувальний відділ                                          |                               |
| КРЗ1                        |         | Комплекс ракетної зброї                                             |                               |
| КРЗ2                        |         | Контррозвідувальне забезпечення                                     |                               |
| КРЗОПТ                      |         | Контррозвідувальне забезпечення об'єктів промисловості і транспорту |                               |
| КРЗСО                       |         | Контррозвідувальне забезпечення стратегічних об'єктів               |                               |
| КРЛ                         |         | Крейсер легкий                                                      |                               |
| КРЛД                        |         | Корабель радіолокаційного дозору                                    |                               |
| КРМБ                        |         | Крилата ракета морського базування                                  |                               |
| КРОВ                        |         | Комбінований радіооптичний висадник                                 |                               |
| КРПБ                        |         | Крилата ракета повітряного базування                                |                               |
| КРС                         |         | Керований реактивний снаряд                                         |                               |
| КРУ                         |         | Крейсер управління                                                  |                               |
| КРЦ                         |         | Командно-розвідувальний центр                                       |                               |
| КС                          |         | Курс стрільб                                                        |                               |
| КСБУ                        |         | Командна система бойового управління                                |                               |
| КСЗІ                        |         | Комплексна система захисту інформації                               |                               |
| КСНР                        |         | Колективні сили негайного реагування                                |                               |
| КСП                         |         | Командно-спостережний пункт                                         |                               |
| КСОР                        |         | Колективні сили оперативного реагування                             |                               |
| КСШР                        |         | Колективні сили швидкого реагування                                 |                               |
| КТ1                         |         | Контактний трал                                                     |                               |
| КТ2                         |         | Контртерор                                                          | те саме, що й АТ2             |
| КТЗ                         |         | Колісний транспортний засіб                                         |                               |
| КТК                         |         | Комплексний технічний контроль                                      |                               |
| КТО                         |         | Контртерористична операція                                          | те саме, що й АТО             |
| КУГ                         |         | Корабельна ударна група                                             |                               |
| КУНГ                        |         | Кузов уніфікований нормального габариту                             |                               |
| КУО                         |         | Комплекс управління озброєнням                                      |                               |
| КХ                          |         | Короткі хвилі, короткохвильовий                                     |                               |
| КЧЗ                         |         | Кімната чищення зброї                                               |                               |
| КЦ                          |         | Командний центр                                                     |                               |
| КШВГ                        |         | Командно-штабна військова гра                                       |                               |
| КШМ                         |         | Командно-штабна машина                                              |                               |
| КШН                         |         | Командно-штабне навчання                                            |                               |
| КШТ                         |         | Командно-штабне тренування                                          |                               |

## Л
| Абревіатура, скорочення | Предмет | Розшифрування                                  | Примітки          |
| ----------------------- | ------- | ---------------------------------------------- | ----------------- |
| л-т                     |         | Лейтенант                                      | військове звання  |
| ЛА                      |         | Літальний апарат                               |                   |
| ЛБА                     |         | Легкоброньований автомобіль                    | те саме, що й ЛБМ |
| ЛБМ                     |         | Легкоброньована машина                         | те саме, що й ЛБА |
| ЛБТ                     |         | Легкоброньована техніка                        |                   |
| ЛБЦ                     |         | Легкоброньована ціль                           |                   |
| ЛВЗП                    |         | Літак вертикального злету та приземлення       |                   |
| ЛВЦ                     |         | Льотно-випробувальний центр                    |                   |
| лейт.                   |         | Лейтенант                                      |                   |
| ЛЕП                     |         | Лінія електропередачі                          |                   |
| Лінкор                  |         | Лінійний корабель                              |                   |
| ЛК1                     |         | Лінійний корабель                              |                   |
| ЛК2                     |         | Лінійний крейсер                               |                   |
| ЛОМ                     |         | Локальна обчислювальна мережа                  |                   |
| ЛПП                     |         | Літаковий перемовний пристрій                  |                   |
| ЛППС                    |         | Льотна придатність повітряних суден            |                   |
| ЛПР                     |         | Лазерний прилад розвідки                       |                   |
| ЛРНС                    |         | Локаційна радіонавігаційна система             |                   |
| ЛРВ                     |         | Літаковий радіолокаційний відповідач           |                   |
| ЛРЗ                     |         | Літаковий радіолокаційний запитувач            |                   |
| ЛРЗВ                    |         | Літаковий радіолокаційний запитувач-відповідач |                   |
| ЛСЗ                     |         | Легка стрілецька зброя                         | те саме, що й ЛСО |
| ЛСН                     |         | Лазерна система наведення                      |                   |
| ЛСО                     |         | Легке стрілецьке озброєння                     | те саме, що й ЛСЗ |
| ЛТ                      |         | Легкий танк                                    |                   |
| ЛТН                     |         | Льотно-тактичні навчання                       |                   |
| ЛТХ                     |         | Льотно-тактичні характеристики                 |                   |
| ЛЦВ                     |         | Лазерний цільовий вказівник                    | те саме, що й ЛЦУ |
| ЛЦД                     |         | Лазерний цілеуказник-далекомір                 |                   |
| ЛЦУ                     |         | Лазерний цільовий указник                      | те саме, що й ЛЦВ |

## М
| Абревіатура, скорочення | Предмет | Розшифрування                                            | Примітки                        |
| ----------------------- | ------- | -------------------------------------------------------- | ------------------------------- |
| м/с                     |         | Медична служба                                           |                                 |
| м-р                     |         | Майор                                                    | військове звання                |
| мол. с-нт               |         | Молодший сержант                                         | військове звання                |
| МА                      |         | Морська авіація                                          |                                 |
| МАБ                     |         | Морська авіаційна база                                   |                                 |
| МАВ                     |         | Малий автомобіль водоплавальний                          |                                 |
| МБ                      |         | Морська база                                             |                                 |
| МБР                     |         | Міжконтинентальна балістична ракета                      |                                 |
| МБРПЧ                   |         | Міжконтинентальна балістична ракета для підводних човнів |                                 |
| МВЗ1                    |         | Мінно-вибухове загородження                              |                                 |
| МВЗ2                    |         | Мінно-вибухові засоби                                    |                                 |
| МВР                     |         | Міжвідомча розвідка                                      | (у Пакистані)                   |
| МВС                     |         | Міністерство внутрішніх справ                            |                                 |
| МГ1                     |         | Маневрена група                                          |                                 |
| МГ2                     |         | Мобільна група                                           |                                 |
| МГШ                     |         | Морський генеральний штаб                                |                                 |
| МД                      |         | Морська доктрина                                         |                                 |
| МДБ                     |         | Міністерство державної безпеки                           |                                 |
| МДЗ                     |         | Маскувальна димова завіса                                |                                 |
| МДК                     |         | Малий десантний корабель                                 |                                 |
| МДКПП                   |         | Малий десантний корабель на повітряній подушці           |                                 |
| МДС                     |         | Морські десантні сили                                    |                                 |
| МДШ1                    |         | Мала димова шашка                                        |                                 |
| МДШ2                    |         | Морська димова шашка                                     |                                 |
| МЕ                      |         | Міжмережевий екран                                       |                                 |
| Медсанбат               |         | Медико-санітарний батальйон                              |                                 |
| МЕП                     |         | Медичний евакуаційний пункт                              |                                 |
| Мехвод                  |         | Механік-водій                                            |                                 |
| МЗ1                     |         | Малопомітні загородження                                 |                                 |
| МЗ2                     |         | Механізм заряджання                                      |                                 |
| МЗА1                    |         | Малокаліберна зенітна артилерія                          |                                 |
| МЗА2                    |         | Малокаліберна зенітна артустановка                       |                                 |
| МЗБЧ                    |         | Машина забезпечення бойового чергування                  |                                 |
| МЗС1                    |         | Міжнародне зведення сигналів                             |                                 |
| МЗС2                    |         | Міністерство закордонних справ                           |                                 |
| МЗС3                    |         | Міністерство збройних сил                                |                                 |
| Мирконт                 |         | Миротворчий контингент                                   |                                 |
| Мінбат                  |         | Мінометний батальйон                                     |                                 |
| МІЗМ                    |         | Машина інженерного забезпечення і маскування             |                                 |
| МК                      |         | Миротворчий контингент                                   |                                 |
| МКПП1                   |         | Механічна коробка перемикання передач                    |                                 |
| МКПП2                   |         | Морський контрольно-пропускний пункт                     |                                 |
| МКР                     |         | Міжконтинентальна ракета                                 |                                 |
| МКРЦ                    |         | Морської космічної розвідки і цілеуказання               | (глобальна супутникова система) |
| МКС1                    |         | Міжнародна космічна станція                              |                                 |
| МКС2                    |         | Мобільний комплекс спостереження                         |                                 |
| МЛР                     |         | Мобілізаційний людський резерв                           | (у ЗС Росії)                    |
| ММ-14                   |         | Малюнок маскувальний зразка 2014 року                    | (цифровий камуфляж ЗСУ)         |
| ММГ                     |         | Мотоманеврена група                                      |                                 |
| МНБ                     |         | Міністерство національної безпеки                        |                                 |
| МО1                     |         | Міністерство оборони                                     |                                 |
| МО2                     |         | Морська охорона                                          |                                 |
| МО3                     |         | Морські операції                                         |                                 |
| моб.                    |         | Мобільний                                                |                                 |
| мол.                    |         | Молодший                                                 |                                 |
| МОН                     |         | Міна осколкова, направленої дії                          | (те саме, що й МОНД)            |
| МОНД                    |         | Міна осколкова, направленої дії                          | (те саме, що й МОН)             |
| МОП                     |         | Міністерство оборонної промисловості                     |                                 |
| Морпіх                  |         | Морський піхотинець                                      |                                 |
| МОТК                    |         | Мобільний оперативно-тактичний комплекс                  |                                 |
| МОХОР                   |         | Морська охорона                                          |                                 |
| МП1                     |         | Магнітне поле                                            |                                 |
| МП2                     |         | Мобілізаційний план                                      |                                 |
| МП3                     |         | Морська піхота                                           |                                 |
| МПЗ                     |         | Математичне і програмне забезпечення                     |                                 |
| МПК                     |         | Малий протичовновий корабель                             | (те саме, що й МПЧК)            |
| МПМ                     |         | Магнітна прилипальна міна                                |                                 |
| МПП                     |         | Малопомітні перешкоди                                    |                                 |
| МПРВ                    |         | Мережа персонального радіовиклику                        |                                 |
| МПРЗ                    |         | Мережа пересувного радіозв'язку                          | (те саме, що й МРРЗ)            |
| МПС                     |         | Мінно-підривна справа                                    |                                 |
| МПЧК                    |         | Малий протичовновий корабель                             | (те саме, що й МПК)             |
| МР                      |         | Морська розвідка                                         |                                 |
| МРК                     |         | Малий ракетний корабель                                  |                                 |
| МРКО                    |         | Малий розвідувальний корабель                            |                                 |
| МРКР                    |         | Малий ракетний крейсер                                   |                                 |
| МРРЗ                    |         | Мережа рухомого радіозв'язку                             | (те саме, що й МПРЗ)            |
| МРС                     |         | Міжрегіональне сховище                                   |                                 |
| МС1                     |         | Миротворчі сили                                          |                                 |
| МС2                     |         | Місце стоянки                                            |                                 |
| МСЗ                     |         | Місце складського зберігання                             |                                 |
| МСЛК                    |         | Мережа спостереження і лабораторного контролю            | (ЦО)                            |
| МСЧ                     |         | Медико-санітарна частина                                 |                                 |
| МСЯС                    |         | Морські стратегічні ядерні сили                          |                                 |
| МТ-ЛБ від рос. МТ-ЛБ    |         | Багатоцільовий легкоброньований тягач                    |                                 |
| МТА1                    |         | Міжорбітальний транспортний апарат                       |                                 |
| МТА2                    |         | Мінно-торпедна авіація                                   |                                 |
| МТВ                     |         | Моторно-трансмісійне відділення                          |                                 |
| МТЗ1                    |         | Матеріально-технічне забезпечення                        |                                 |
| МТЗ2                    |         | Мінно-торпедна зброя                                     | (те саме, що й МТО)             |
| МТКА                    |         | Малий торпедний катер                                    |                                 |
| МТО                     |         | Мінно-торпедне озброєння                                 | (те саме, що й МТЗ2)            |
| МТЩ                     |         | Морський тральщик                                        |                                 |
| МУД                     |         | Міна уповільненої дії                                    |                                 |
| МХ                      |         | Мікрохвилі, мікрохвильовий                               |                                 |
| МЦА                     |         | Міністерство цивільної авіації                           |                                 |

## Н
| Абревіатура, скорочення  | Предмет | Розшифрування                                                          | Примітки  |
| ------------------------ | ------- | ---------------------------------------------------------------------- | --------- |
| НАК                      |         | Національний антитерористичний комітет                                 | (у Росії) |
| НАР                      |         | Некерована авіаційна ракета                                            |           |
| НАС                      |         | Навігаційна апаратура споживачів                                       | (СНС)     |
| НАСА від англ. NASA      |         | Національне управління з аеронавтики і дослідження космічного простору | (у США)   |
| НАТО від англ. NATO      |         | Організація Північноатлантичного договору, Північноатлантичний альянс  |           |
| НАФА                     |         | Нічний аерофотоапарат                                                  |           |
| Нацбез                   |         | Національна безпека                                                    |           |
| Нацоборонбез             |         | Національна оборона і безпека                                          |           |
| Начбой                   |         | Начальник з бойової підготовки                                         |           |
| Начвар                   |         | Начальник варти                                                        |           |
| Начгуб                   |         | Начальник гауптвахти                                                   |           |
| Начкар                   |         | Начальник караулу                                                      |           |
| Начмед                   |         | Начальник медичної служби                                              |           |
| Начпрод                  |         | Начальник продовольчої служби                                          |           |
| Начреч                   |         | Начальник речової служби                                               |           |
| Начфін                   |         | Начальник фінансово-економічної служби                                 |           |
| Начхім                   |         | Начальник хімічної служби                                              |           |
| Начштабу                 |         | Начальник штабу                                                        |           |
| НБ                       |         | Національна безпека                                                    |           |
| НБД                      |         | Навчально-бойова діяльність                                            |           |
| НБЗ                      |         | Навчально-бойове завдання/задача                                       |           |
| НБЛ                      |         | Навчально-бойовий літак                                                |           |
| НБП                      |         | Навчально-бойова підготовка                                            |           |
| НБТ                      |         | Навчально-бойова тривога                                               |           |
| НБУ                      |         | Національний банк України                                              |           |
| НВАК                     |         | Народно-визвольна армія Китаю                                          |           |
| НВД                      |         | Надважливі документи                                                   |           |
| НВІС                     |         | Надвелика інтегральна схема                                            |           |
| НВФ                      |         | Незаконне воєнізоване формування                                       |           |
| НВЧ                      |         | Надвисокі частоти                                                      |           |
| НГЗ                      |         | Навігаційно-гідрографічне забезпечення                                 |           |
| НГМД                     |         | Накопичувач на гнучких магнітних дисках                                |           |
| НГУ                      |         | Національна гвардія України                                            |           |
| НГШ                      |         | Начальник Генерального штабу                                           |           |
| НДДКР                    |         | Науково-дослідницькі і дослідно-конструкторські роботи                 |           |
| НДІ                      |         | Науково-дослідний інститут                                             |           |
| НЖМД                     |         | Накопичувач на жорстких магнітних дисках                               |           |
| НЗ                       |         | Недоторканний запас                                                    |           |
| НЗВ                      |         | Нерухомий загороджувальний вогонь                                      |           |
| НЗЗ                      |         | Незнижуваний запас                                                     |           |
| НзП                      |         | Надзвичайного призначення                                              |           |
| НЗФ                      |         | Незаконне збройне формування                                           |           |
| НІ                       |         | Носій інформації                                                       |           |
| НКО                      |         | Надводний корабель                                                     |           |
| НКП                      |         | Надкороткі передачі                                                    |           |
| НКРС                     |         | Некерований реактивний снаряд                                          |           |
| НЛО                      |         | Нерозпізнаний літальний об'єкт                                         |           |
| НЛЦ                      |         | Низьколітальна ціль                                                    |           |
| НМБ                      |         | Навчально-матеріальна база                                             |           |
| НМТБ                     |         | Навчальна матеріально-технічна база                                    |           |
| ННЧ                      |         | Наднизькі частоти                                                      |           |
| НПРМ                     |         | Норми постачання речовим майном                                        |           |
| НПУ                      |         | Національна поліція України                                            |           |
| НР                       |         | Небезпечна речовина                                                    |           |
| НРЛЗ                     |         | Наземний радіолокаційний запитувач                                     |           |
| НРС1                     |         | Наземна радіопеленгаторна станція                                      |           |
| НРС2                     |         | Ніж розвідника стрілецький                                             |           |
| НС1                      |         | Надзвичайна ситуація                                                   |           |
| НС2                      |         | Надзвичайний стан                                                      |           |
| НСВ(Т) від рос. НСВ-12,7 |         | 12,7-мм великокаліберний кулемет Нікітіна, Соколова і Волкова          |           |
| НСД                      |         | Несанкціонований доступ                                                |           |
| НСЗ                      |         | Несанкціоноване застосування                                           | (ЯЗ)      |
| НСПУ                     |         | Нічний стрілецький приціл універсальний                                |           |
| НСС                      |         | Настанови зі стрілецької справи                                        |           |
| НТ                       |         | Навчальна тривога                                                      |           |
| НТЗК                     |         | Національно-технічні засоби контролю                                   |           |
| НТІ                      |         | Надтаємна інформація                                                   |           |
| НТЦ                      |         | Навчально-тренувальний центр                                           |           |
| НЦ1                      |         | Навчальний центр                                                       |           |
| НЦ2                      |         | Науковий центр                                                         |           |
| НЦБЗ                     |         | Навчальний центр бойового застосування                                 |           |
| НЧ                       |         | Низька частота                                                         |           |
| НШ                       |         | Начальник штабу                                                        |           |
| НШД                      |         | Надшвидка дія                                                          |           |

## О
| Абревіатура, скорочення | Предмет | Розшифрування                                    | Примітки                   |
| ----------------------- | ------- | ------------------------------------------------ | -------------------------- |
| о/с                     |         | Особовий склад                                   |                            |
| ОАБ                     |         | Осколкова авіаційна бомба                        |                            |
| ОАЕМБр                  |         | Окрема аеромобільна бригада                      | (те саме, що й ОАМБр)      |
| ОАМБр                   |         | Окрема аеромобільна бригада                      | (те саме, що й ОАЕМБр)     |
| ОАС                     |         | Основна армійська станція                        |                            |
| Оборонпром              |         | Оборонна промисловість                           |                            |
| ОБПС                    |         | Оперений бронебійно-підкаліберний снаряд         |                            |
| ОБрМП                   |         | Окрема бригада морської піхоти                   |                            |
| ОБТ                     |         | Основний бойовий танк                            |                            |
| ОБСЄ                    |         | Організація з безпеки і співробітництва в Європі |                            |
| ОВ1                     |         | Огляд військ                                     |                            |
| ОВ2                     |         | Особливий відділ                                 |                            |
| ОВО                     |         | Особливий воєнний округ                          |                            |
| ОВЗ                     |         | Опорний вузол зв'язку                            |                            |
| ОВСТ                    |         | Озброєння, військова і спеціальна техніка        |                            |
| ОВТ                     |         | Озброєння і військова техніка                    |                            |
| ОГ                      |         | Оперативна група                                 |                            |
| ОГПБр                   |         | Окрема гірсько-піхотна бригада                   |                            |
| ОДК                     |         | Оперативно-довідкова картотека                   |                            |
| ОДКБ                    |         | Організація договору про колективну безпеку      |                            |
| ОЕЗ                     |         | Оптико-електронні засоби                         |                            |
| ОЕСВ                    |         | Оптико-електронна система виявлення              |                            |
| ОЗК                     |         | Оборона і захист кораблів                        |                            |
| ОЗМ                     |         | Осколково-загороджувальна міна                   |                            |
| ОЗП                     |         | Оперативний запам'ятовувальний пристрій          |                            |
| ОК                      |         | Оперативне командування                          | (у СВ ЗСУ)                 |
| ОКЗ                     |         | Оперативно-командний зв'язок                     |                            |
| ОКНШ                    |         | Об'єднаний комітет начальників штабів            | (у Великій Британії і США) |
| ОМБр                    |         | Окрема механізована бригада                      |                            |
| ОМГ                     |         | Оперативна маневрена група                       |                            |
| ОНБ                     |         | Окуляри нічного бачення                          |                            |
| ООН                     |         | Організація об'єднаних націй                     |                            |
| ООС                     |         | Операція Об'єднаних Сил                          |                            |
| ОП                      |         | Опорний пункт                                    |                            |
| ОПГ                     |         | Оперативно-пошукова група                        |                            |
| ОПК                     |         | Оборонно-промисловий комплекс                    |                            |
| ОпК                     |         | Оперативне командування                          |                            |
| ОпП                     |         | Оперативного призначення                         |                            |
| ОПР                     |         | Особи, що приймають рішення                      |                            |
| ОПС1                    |         | Орбітальна пілотована станція                    |                            |
| ОПС2                    |         | Охоронно-пожежна сигналізація                    |                            |
| ОПУ                     |         | Оперативно-пошукове управління                   |                            |
| ОпШ                     |         | Оперативний штаб                                 | (те саме, що й ОШ2)        |
| ОРТВ                    |         | Окремий радіотехнічний вузол                     |                            |
| ОС1                     |         | Об'єднані сили                                   |                            |
| ОС2                     |         | Одиночний старт                                  |                            |
| Осназ від рос.          |         | Особливе призначення                             |                            |
| ОСНО                    |         | Обмеження стратегічних наступальних озброєнь     |                            |
| ОСО                     |         | Обмеження стратегічного озброєння                |                            |
| ОсП                     |         | Особливого призначення                           |                            |
| ОСУВ                    |         | Об'єднане стратегічне угруповання військ         | Вид ОУВ (2022 рік)         |
| ОСШР                    |         | Об'єднанні сили швидкого реагування              | (у ЗСУ)                    |
| ОТБр                    |         | Окрема танкова бригада                           |                            |
| ОТК                     |         | Оперативно-тактичний комплекс                    |                            |
| ОТР                     |         | Оперативно-тактична ракета                       |                            |
| ОТРК                    |         | Оперативно-тактичний ракетний комплекс           |                            |
| ОУВ                     |         | Об'єднане угруповання військ                     |                            |
| ОФС                     |         | Осколково-фугасний снаряд                        |                            |
| ОЦ                      |         | Обчислювальний центр                             |                            |
| ОЧ                      |         | Оперативний черговий                             |                            |
| ОШ1                     |         | Об'єднаний штаб                                  |                            |
| ОШ2                     |         | Оперативний штаб                                 | (те саме, що й ОпШ)        |
| ОШС                     |         | Організаційно-штатна структура                   |                            |
| ОЯП                     |         | Опромінене ядерне паливо                         |                            |

## П
| Абревіатура, скорочення | Предмет | Розшифрування                                                | Примітки              |
| ----------------------- | ------- | ------------------------------------------------------------ | --------------------- |
| п/п                     |         | Польова пошта                                                |                       |
| п/п-к                   |         | Підполковник                                                 | військове звання      |
| п/с                     |         | Поштова скринька                                             |                       |
| п-к                     |         | Полковник                                                    | військове звання      |
| ПА1                     |         | Польова артилерія                                            |                       |
| ПА2                     |         | Прив'язний аеростат                                          |                       |
| ПААС                    |         | Польовий армійський артилерійський склад                     |                       |
| ПАБ1                    |         | Перископічна артилерійська бусоль                            |                       |
| ПАБ2                    |         | Польова артилерійська база                                   |                       |
| ПАЗ                     |         | Програмно-алгоритмічне забезпечення                          |                       |
| ПАМ1                    |         | Пересувна артилерійська майстерня                            | (те саме, що й РАМ)   |
| ПАМ2                    |         | Приціл з активною маркою                                     |                       |
| ПАН                     |         | Передовий авіаційний навідник                                |                       |
| ПАРМ1                   |         | Пересувна авіаційна ремонтна майстерня                       | (те саме, що й РАРМ1) |
| ПАРМ2                   |         | Польова/пересувна автомобільна ремонтна майстерня            | (те саме, що й РАРМ2) |
| ПАРМ3                   |         | Польова/пересувна артилерійська ремонтна майстерня           | (те саме, що й РАРМ3) |
| ПАС                     |         | Польовий/пересувний армійський склад                         | (те саме, що й РАС)   |
| ПБГ                     |         | Повна бойова готовність                                      |                       |
| ПБП                     |         | Пункт бойового постачання                                    |                       |
| ПБС                     |         | Пристрій для безшумної стрільби                              |                       |
| ПВ1                     |         | Почесна варта                                                |                       |
| ПВ2                     |         | Прикордонні війська                                          |                       |
| ПВЗ                     |         | Польовий вузол зв'язку                                       |                       |
| ПвК                     |         | Повітряне командування                                       | (у ПС ЗСУ)            |
| ПВП1                    |         | Початкова військова підготовка                               |                       |
| ПВП2                    |         | Псевдовипадкова послідовність                                |                       |
| ПвПУ                    |         | Повітряний пункт управління                                  |                       |
| ПВР1                    |         | Пластична вибухова речовина                                  |                       |
| ПВР2                    |         | Помер(лий) від ран                                           |                       |
| ПВС                     |         | Пост візуального спостереження                               |                       |
| ПВТ                     |         | Прихована вогнева точка                                      |                       |
| ПВЧ                     |         | Підсилювач високої частоти                                   |                       |
| ПГ1                     |         | Патрульна група                                              |                       |
| ПГ2                     |         | Пересувна група                                              | (те саме, що й РГ2)   |
| ПГУ                     |         | Потужна гучномовна установка                                 |                       |
| ПҐРК                    |         | Пересувний ґрунтовий ракетний комплекс                       | (те саме, що й РҐРК)  |
| Пд.                     |         | Південь                                                      |                       |
| ПДБ                     |         | Протидиверсійна боротьба                                     |                       |
| ПДВ1                    |         | Повітряно-десантні війська                                   |                       |
| ПДВ2                    |         | Посол доброї волі                                            | (ООН)                 |
| ПДЗ                     |         | Протидиверсійне забезпечення                                 |                       |
| ПДІТР                   |         | Протидія іноземним технічним розвідкам                       |                       |
| ПДК                     |         | Повітряно-десантний корпус                                   |                       |
| ПДМ                     |         | Протидесантна міна                                           |                       |
| ПДН                     |         | Прилад дешифрування негативів                                |                       |
| ПДП                     |         | Повітряно-десантна підготовка, парашутно-десантна підготовка |                       |
| ПДР                     |         | Правила дорожнього руху                                      |                       |
| ПДРЦ                    |         | Передавальний радіоцентр                                     |                       |
| ПДС1                    |         | Парашутно-десантна служба                                    |                       |
| ПДС2                    |         | Протидиверсійні сили                                         |                       |
| ПДСЗ                    |         | Підводно-диверсійні сили і засоби                            |                       |
| ПДТЗР                   |         | Протидія технічним засобам розвідки                          |                       |
| ПДЧ                     |         | План дій щодо членства в НАТО                                |                       |
| ПЕЖ                     |         | Пост енергетики і живучості                                  |                       |
| ПЕМВН                   |         | Побічні електромагнітні випромінювання і наведення           |                       |
| ПЗ1                     |         | Паливозаправник                                              |                       |
| ПЗ2                     |         | Передовий загін                                              |                       |
| ПЗ3                     |         | Підривний заряд                                              |                       |
| ПЗ4                     |         | Похиле зондування                                            |                       |
| ПЗ5                     |         | Прикордонна застава                                          |                       |
| ПЗ6                     |         | Програмне забезпечення                                       |                       |
| ПЗВ1                    |         | Послідовне зосередження вогню                                |                       |
| ПЗВ2                    |         | Продовольче забезпечення військовослужбовців                 |                       |
| ПЗД                     |         | Пункт збору донесень                                         |                       |
| ПЗЗ                     |         | Прилад із зарядовим зв'язком                                 |                       |
| ПЗП1                    |         | Пилозахисний пристрій                                        |                       |
| ПЗП2                    |         | Постійний запам'ятовувальний пристрій                        |                       |
| ПЗП3                    |         | Пункт заправки паливом                                       |                       |
| ПЗР                     |         | Підводний засіб руху                                         |                       |
| ПЗРЗП                   |         | Пристрій для зниження рівня звуку пострілу                   |                       |
| ПЗРК                    |         | Переносний зенітно-ракетний комплекс                         |                       |
| ПЗУ                     |         | Приціл зенітної установки                                    |                       |
| ПІ                      |         | Прийомоіндикатор                                             |                       |
| ПІБ                     |         | Прізвище, ім'я, по батькові                                  |                       |
| підп-к                  |         | Підполковник                                                 |                       |
| підполк.                |         | Підполковник                                                 |                       |
| ПІР                     |         | Перископ інженерної розвідки                                 |                       |
| ПК1                     |         | Персональний комп'ютер                                       |                       |
| ПК2                     |         | Пістолет-кулемет                                             |                       |
| ПК(М) від рос. ПК       |         | 7,62-мм кулемет Калашникова                                  |                       |
| ПКА                     |         | Прикордонний катер                                           |                       |
| ПКБЗ                    |         | Пункт контролю безпеки зв'язку                               |                       |
| ПКК1                    |         | Пілотований космічний комплекс                               |                       |
| ПКК2                    |         | Протикорабельний комплекс                                    |                       |
| ПКМЗ                    |         | Підводно-кабельна магістраль зв'язку                         |                       |
| ПКО1                    |         | Повітряно-космічна оборона                                   |                       |
| ПКО2                    |         | Прикордонний корабель                                        |                       |
| ПКО3                    |         | Протикатерна оборона                                         |                       |
| ПКО4                    |         | Протикосмічна оборона                                        |                       |
| ПКП1                    |         | Пересувний командний пункт                                   | (те саме, що й РКП2)  |
| ПКП2                    |         | Повітряний командний пункт                                   |                       |
| ПКП3                    |         | Повсякденний командний пункт                                 |                       |
| ПКР1                    |         | Протикорабельна ракета                                       |                       |
| ПКР2                    |         | Протичовновий крейсер                                        |                       |
| ПКРК                    |         | Протикорабельний ракетний комплекс                           |                       |
| ПКС (рос. ВКС)          |         | Повітряно-космічні сили                                      | (у ЗС РФ)             |
| ПКТ від рос. ПКТ        |         | 7,62-мм танковий кулемет Калашникова                         |                       |
| ПЛА                     |         | Портативний літальний апарат                                 |                       |
| ПЛД                     |         | Перископічний лазерний далекомір                             |                       |
| ПЛН1                    |         | Полон, полонений                                             |                       |
| ПЛН2                    |         | Прилад лазерного наведення                                   |                       |
| ПМ                      |         | Подільні матеріали                                           |                       |
| ПМ(М)                   |         | 9-мм пістолет Макарова (модернізований)                      |                       |
| ПМК                     |         | Протимінний калібр                                           |                       |
| ПММ                     |         | Паливно-мастильні матеріали                                  |                       |
| ПМО                     |         | Протимінна оборона                                           |                       |
| ПМП                     |         | Польовий медичний пункт                                      |                       |
| ПМТЗ                    |         | Пункт матеріально-технічного забезпечення                    |                       |
| Пн.                     |         | Північ                                                       |                       |
| ПНА                     |         | Пункт наведення авіації                                      |                       |
| ПНБ                     |         | Прилад нічного бачення                                       |                       |
| ПНзП                    |         | Підрозділ надзвичайного призначення                          |                       |
| ПНР                     |         | Прилад нічних робіт                                          |                       |
| ПНШ                     |         | Помічник начальника штабу                                    |                       |
| ПО1                     |         | Передова охорона                                             |                       |
| ПО2                     |         | Приціл оптичний                                              |                       |
| ПОБ                     |         | Передова оперативна база                                     |                       |
| полк.                   |         | Полковник                                                    |                       |
| ПОС                     |         | Пункт оптичного спостереження                                |                       |
| ПОСТ                    |         | Польовий статут                                              |                       |
| ПП1                     |         | Повноважний представник                                      |                       |
| ПП2                     |         | Правова підготовка                                           |                       |
| ПП3                     |         | Протипіхотний                                                |                       |
| ППБ1                    |         | Підвісний паливний бак                                       |                       |
| ППБ2                    |         | Правила пожежної безпеки                                     |                       |
| ППД1                    |         | Пункт постійної дислокації                                   |                       |
| ППД2 від рос. ППД-34/40 |         | 7,62-мм пістолет-кулемет Дєгтярьова                          |                       |
| ППДО                    |         | Протипідводно-диверсійна оборона                             |                       |
| ППК                     |         | Прилад прийомо-контрольний                                   |                       |
| ППКО                    |         | Прилад прийомо-контрольний охоронний                         |                       |
| ППКОП                   |         | Прилад прийомо-контрольний охоронно-пожежний                 |                       |
| ППМ                     |         | Пристрій перетворення мови/мовлення                          |                       |
| ППО                     |         | Протиповітряна оборона                                       |                       |
| ПППВС                   |         | Положення про порядок проходження військової служби          |                       |
| ППРЧ                    |         | Псевдовипадкове перелаштування робочої частоти               |                       |
| ППС1                    |         | Патрульно-постова служба                                     |                       |
| ППС2 від рос. ППС       |         | 7,62-мм пістолет-кулемет Судаєва                             |                       |
| ППС3                    |         | Польова поштова станція                                      |                       |
| ППС4                    |         | Програмований процесор сигналів                              |                       |
| ППС5                    |         | Пункт повітряного спостереження                              |                       |
| ППХО                    |         | Протиповітряна і протихімічна оборона                        |                       |
| ППШ від рос. ППШ-41     |         | 7,62-мм пістолет-кулемет Шпагіна                             |                       |
| ПР1                     |         | Перископ розвідника                                          |                       |
| ПР2                     |         | Протиракета                                                  |                       |
| пр-к                    |         | Прапорщик                                                    |                       |
| прапор.                 |         | Прапорщик                                                    |                       |
| ПРБ                     |         | Пересувна ремонтна база                                      | (те саме, що й РРБ)   |
| ПРД1                    |         | Пороховий ракетний двигун                                    | (те саме, що й ПРР1)  |
| ПРД2                    |         | Пороховий реактивний двигун                                  | (те саме, що й ПРР2)  |
| ПРК                     |         | Протичовновий ракетний комплекс                              |                       |
| ПРЛМ                    |         | Протирадіолокаційне маскування                               |                       |
| ПРЛС                    |         | Пасивна радіолокаційна система наведення                     |                       |
| ПрНК                    |         | Прицільний навігаційний комплекс                             |                       |
| ПРО                     |         | Протиракетна оборона                                         |                       |
| ПРП                     |         | Пересувний розвідувальний пункт                              | (те саме, що й РРП)   |
| ПРР1                    |         | Пороховий ракетний рушій                                     | (те саме, що й ПРД1)  |
| ПРР2                    |         | Пороховий реактивний рушій                                   | (те саме, що й ПРД2)  |
| ПРР3                    |         | Протирадіолокаційна ракета                                   |                       |
| ПРС1                    |         | Пост радіолокаційного спостереження                          |                       |
| ПРС2                    |         | Пошуково-рятувальна служба                                   |                       |
| ПРС3                    |         | Прилади розвідки та спостереження                            |                       |
| ПРЦ                     |         | Прийомний радіоцентр                                         |                       |
| ПС1                     |         | Повітряне судно                                              |                       |
| ПС2                     |         | Повітряні сили                                               | (у ЗСУ)               |
| ПС3                     |         | Пост/пункт спостереження                                     |                       |
| ПсБ                     |         | Психологічна боротьба                                        |                       |
| ПСЗ                     |         | Пост спостереження і зв'язку                                 |                       |
| ПсиОп                   |         | Психологічні операції                                        |                       |
| ПСК                     |         | Прикордонний сторожовий корабель                             |                       |
| ПСНР                    |         | Переносна станція наземної розвідки                          |                       |
| ПсО                     |         | Психологічних операцій                                       |                       |
| ПСОЗ                    |         | Повітряне спостереження, оповіщення і зв'язок                |                       |
| ПСП                     |         | Передовий спостережний пункт                                 |                       |
| ПсП                     |         | Психологічна підготовка                                      |                       |
| ПСЦ                     |         | Пост спостереження і цілеуказання                            |                       |
| ПСЯБ                    |         | Плавучий склад ядерних боєприпасів                           |                       |
| ПТ1                     |         | Плавальний танк, плавучий танк                               |                       |
| ПТ2                     |         | Протитанковий                                                |                       |
| ПТА                     |         | Протитанкова артилерія                                       |                       |
| ПТАБ                    |         | Протитанкова авіаційна бомба                                 |                       |
| ПТГ                     |         | Протитанкова гармата                                         |                       |
| ПТД                     |         | Пункт тимчасової дислокації                                  |                       |
| ПТЗ1                    |         | Протитанкова зброя                                           | (те саме, що й ПТО2)  |
| ПТЗ2                    |         | Протиторпедна зброя                                          |                       |
| ПТЗ3                    |         | Протиторпедний захист                                        |                       |
| ПТКР                    |         | Протитанкова керована ракета                                 |                       |
| ПТКРС                   |         | Протитанковий керований реактивний снаряд                    |                       |
| ПТЛ                     |         | Пожежно-технічна лабораторія                                 |                       |
| ПТММ                    |         | Пристрій технічного маскування мови/мовлення                 |                       |
| ПТО1                    |         | Протитанкова оборона                                         |                       |
| ПТО2                    |         | Протитанкове озброєння                                       | (те саме, що й ПТЗ1)  |
| ПТО3                    |         | Протиторпедна оборона                                        |                       |
| ПТО4                    |         | Протиторпедне озброєння                                      |                       |
| ПТО5                    |         | Пункт технічного обслуговування                              |                       |
| ПТР                     |         | Протитанкова рушниця                                         |                       |
| ПТРД                    |         | 14,5-мм протитанкова рушниця Дєгтярьова                      |                       |
| ПТРК                    |         | Протитанковий ракетний комплекс                              |                       |
| ПТРС                    |         | 14,5-мм протитанкова рушниця Сімонова                        |                       |
| ПТС                     |         | Плавучий/плавальний транспортер середній                     |                       |
| ПТС                     |         | Пост технічного спостереження                                |                       |
| ПУ1                     |         | Пункт управління                                             |                       |
| ПУ2                     |         | Пускова установка                                            |                       |
| ПУАЗВ                   |         | Прилад управління артилерійським зенітним вогнем             |                       |
| ПУБ                     |         | Поранений у бою                                              |                       |
| ПУВ                     |         | Прилад управління вогнем                                     |                       |
| ПУГ                     |         | Пошуково-ударна група                                        |                       |
| ПУЗ                     |         | Пункт управління зв'язком                                    |                       |
| ПУС                     |         | Прилад управління стрільбою                                  |                       |
| ПУТС                    |         | Прилад управління торпедною стрільбою                        |                       |
| ПФР                     |         | Підрозділ фінансової розвідки                                |                       |
| ПХО                     |         | Протихімічна оборона                                         |                       |
| ПЦО                     |         | Пульт централізованої охорони                                |                       |
| ПЦС                     |         | Пульт централізованого спостереження                         |                       |
| ПЦ                      |         | Повітряна ціль                                               |                       |
| ПЧ                      |         | Підводний човен                                              |                       |
| ПЧА                     |         | Підводний човен атомний                                      | (те саме, що й АПЧ)   |
| ПЧАБ                    |         | Протичовнова авіаційна бомба                                 |                       |
| ПЧАТ                    |         | Підводний човен атомний торпедний                            |                       |
| ПЧАРБ                   |         | Підводний човен атомний з ракетами балістичними              | (те саме, що й АПЧБР) |
| ПЧАРК                   |         | Підводний човен атомний з ракетами крилатими                 | (те саме, що й АПЧКР) |
| ПЧЗ                     |         | Протичовновий захист                                         |                       |
| ПЧК                     |         | Протичовновий корабель                                       |                       |
| ПЧО                     |         | Протичовнова оборона                                         |                       |
| ПЧР                     |         | Протичовнова ракета                                          |                       |

## Р
| р-вий                  |  | Рядовий                                                                |                                                                                          |   |     |  |                       |  |
| РА                     |  | Розвідувальна авіація                                                  |                                                                                          |   |     |  |                       |  |
| РАБ                    |  | Район авіаційного базування                                            |                                                                                          |   |     |  |                       |  |
| РАГ1                   |  | Резервна авіаційна група                                               |                                                                                          |   |     |  |                       |  |
| РАГ2                   |  | Розвідувальна авіаційна група                                          |                                                                                          |   |     |  |                       |  |
| РАГ3                   |  | Ручний автоматичний гранатомет                                         |                                                                                          |   |     |  |                       |  |
| Радбез                 |  | Рада безпеки                                                           | (в ООН)                                                                                  |   |     |  |                       |  |
| Раднацбез              |  | Рада національної безпеки                                              | (дуже часто вживається для позначення РНБО України)                                      |   |     |  |                       |  |
| Раднацоборонбез        |  | Рада національної безпеки і оборони                                    | (дуже рідко вживається для позначення РНБО України); Рада національної оборони і безпеки |   |     |  |                       |  |
| Радфед                 |  | Рада Федерації                                                         | (в Росії)                                                                                |   |     |  |                       |  |
| РАЗК                   |  | Розвідувальний автоматизований звукометричний комплекс                 | (те саме, що й АЗКР)                                                                     |   |     |  |                       |  |
| РАК                    |  | Ракетно-артилерійський комплекс                                        |                                                                                          |   |     |  |                       |  |
| РАМ                    |  | Рухома артилерійська майстерня                                         | (те саме, що й ПАМ)                                                                      |   |     |  |                       |  |
| РАРМ1                  |  | Рухома авіаційна ремонтна майстерня                                    | (те саме, що й ПАРМ1)                                                                    |   |     |  |                       |  |
| РАРМ2                  |  | Рухома автомобільна ремонтна майстерня                                 | (те саме, що й ПАРМ2)                                                                    |   |     |  |                       |  |
| РАРМ3                  |  | Рухома артилерійська ремонтна майстерня                                | (те саме, що й ПАРМ3)                                                                    |   |     |  |                       |  |
| РАС                    |  | Рухомий артилерійський склад                                           | (те саме, що й ПАС)                                                                      |   |     |  |                       |  |
| РАСТ                   |  | Розрахунково-аналітична станція                                        |                                                                                          |   |     |  |                       |  |
| РБ1                    |  | Рада безпеки                                                           | (в ООН)                                                                                  |   |     |  |                       |  |
| РБ2                    |  | Розгінний блок                                                         | (ракети)                                                                                 |   |     |  |                       |  |
| РБГ                    |  | Розвідувально-бойова група                                             |                                                                                          |   |     |  |                       |  |
| РБД                    |  | Розвідувально-бойова дія(льність)                                      |                                                                                          |   |     |  |                       |  |
| РБЗ                    |  | Разова бомбова зв'язка                                                 |                                                                                          | - | РБК |  | Разова бомбова касета |  |
| РБПЛА                  |  | Розвідувальний безпілотний літальний апарат                            |                                                                                          |   |     |  |                       |  |
| РБО                    |  | Розвідувально-бойова операція                                          |                                                                                          |   |     |  |                       |  |
| РБУ1                   |  | Радіоканал бойового управління                                         |                                                                                          |   |     |  |                       |  |
| РБУ2                   |  | Реактивна бомбометна установка                                         |                                                                                          |   |     |  |                       |  |
| РВ1                    |  | Радіовисотомір                                                         |                                                                                          |   |     |  |                       |  |
| РВ2                    |  | Радіовузол                                                             |                                                                                          |   |     |  |                       |  |
| РВ3                    |  | Розвідувальне відомство                                                |                                                                                          |   |     |  |                       |  |
| РВ4                    |  | Розвідувальний відділ                                                  |                                                                                          |   |     |  |                       |  |
| РВГК                   |  | Резерв Верховного Головного Командування                               |                                                                                          |   |     |  |                       |  |
| РВіА                   |  | Ракетні війська й артилерія                                            |                                                                                          |   |     |  |                       |  |
| РВК                    |  | Розвідувально-вогневий комплекс                                        |                                                                                          |   |     |  |                       |  |
| РВСП (рос. РВСН)       |  | Ракетні війська стратегічного призначення                              | (у ЗС РФ і колиш. СРСР)                                                                  |   |     |  |                       |  |
| РГ1                    |  | Розвідувальна група                                                    |                                                                                          |   |     |  |                       |  |
| РГ2                    |  | Рухома група                                                           | (те саме, що й ПГ2)                                                                      |   |     |  |                       |  |
| РГ3                    |  | Ручна граната                                                          |                                                                                          |   |     |  |                       |  |
| РГ4                    |  | Ручний гранатомет                                                      |                                                                                          |   |     |  |                       |  |
| РГБ1                   |  | Радіогідроакустичний буй                                               |                                                                                          |   |     |  |                       |  |
| РГБ2                   |  | Реактивна глибинна бомба                                               |                                                                                          |   |     |  |                       |  |
| РГД                    |  | Ручна граната дистагційна                                              |                                                                                          |   |     |  |                       |  |
| РГК1                   |  | Ракетно-гарматний комплекс                                             |                                                                                          |   |     |  |                       |  |
| РГК2                   |  | Резерв Головного Командування                                          |                                                                                          |   |     |  |                       |  |
| РГН                    |  | Ручна граната наступальна                                              |                                                                                          |   |     |  |                       |  |
| РГО                    |  | Ручна граната оборонна                                                 |                                                                                          |   |     |  |                       |  |
| РГСН                   |  | Радіолокаційна голівка самонаведення                                   |                                                                                          |   |     |  |                       |  |
| РГЧ                    |  | Роздільна головна частина                                              |                                                                                          |   |     |  |                       |  |
| РГЧІН                  |  | Роздільна головна частина з індивідуальним наведенням                  |                                                                                          |   |     |  |                       |  |
| РҐРК                   |  | Рухомий ґрунтовий ракетний комплекс                                    | (те саме, що й ПҐРК)                                                                     |   |     |  |                       |  |
| РД1                    |  | Ракетний двигун                                                        | (те саме, що й РР3)                                                                      |   |     |  |                       |  |
| РД2                    |  | Ранець десантний                                                       |                                                                                          |   |     |  |                       |  |
| РД3                    |  | Реактивний двигун                                                      | (те саме, що й РР4)                                                                      |   |     |  |                       |  |
| РД4                    |  | Розвідувальний дозор                                                   |                                                                                          |   |     |  |                       |  |
| РДГ1                   |  | Розвідувально-диверсійна група                                         |                                                                                          |   |     |  |                       |  |
| РДГ2                   |  | Ручна димова граната                                                   |                                                                                          |   |     |  |                       |  |
| РДО                    |  | Радіодонесення                                                         |                                                                                          |   |     |  |                       |  |
| РДГП                   |  | Ракетний двигун на гібридному паливі                                   |                                                                                          |   |     |  |                       |  |
| РДТП                   |  | Ракетний двигун на твердому паливі                                     |                                                                                          |   |     |  |                       |  |
| РДУ                    |  | Ракетна двигунна установка                                             | (те саме, що й РРУ)                                                                      |   |     |  |                       |  |
| РЕБ                    |  | Радіоелектронна боротьба                                               |                                                                                          |   |     |  |                       |  |
| РЕЗ1                   |  | Радіоелектронний захист                                                |                                                                                          |   |     |  |                       |  |
| РЕЗ2                   |  | Радіоелектронні засоби                                                 |                                                                                          |   |     |  |                       |  |
| рез.                   |  | Резервний                                                              |                                                                                          |   |     |  |                       |  |
| Рембат                 |  | Ремонтний батальйон                                                    |                                                                                          |   |     |  |                       |  |
| РЕО                    |  | Радіоелектронне обладнання                                             |                                                                                          |   |     |  |                       |  |
| РЕП1                   |  | Радіоелектронна протидія, радіоелектронне подавлення                   |                                                                                          |   |     |  |                       |  |
| РЕП2                   |  | Розподільний евакуаційний пункт                                        |                                                                                          |   |     |  |                       |  |
| РЕР                    |  | Радіоелектронна розвідка                                               |                                                                                          |   |     |  |                       |  |
| РЗ1                    |  | Ракетна зброя                                                          |                                                                                          |   |     |  |                       |  |
| РЗ2                    |  | Розвідувальний загін                                                   |                                                                                          |   |     |  |                       |  |
| РЗВ                    |  | Рухомий загороджувальний вогонь                                        |                                                                                          |   |     |  |                       |  |
| РЗК                    |  | Розвідувальний корабель                                                |                                                                                          |   |     |  |                       |  |
| РІЦ                    |  | Розвідувально-інформаційний центр                                      |                                                                                          |   |     |  |                       |  |
| РК1                    |  | Ракетний крейсер                                                       |                                                                                          |   |     |  |                       |  |
| РК2                    |  | Рідкі кристали                                                         |                                                                                          |   |     |  |                       |  |
| РКА                    |  | Ракетний катер, ракетно-артилерійський катер                           |                                                                                          |   |     |  |                       |  |
| РКАПК                  |  | Ракетно-артилерійський катер на подводних крилах                       |                                                                                          |   |     |  |                       |  |
| РКД                    |  | Рідкокристалічний дисплей                                              |                                                                                          |   |     |  |                       |  |
| РКЕ                    |  | Рідкокристалічний екран                                                |                                                                                          |   |     |  |                       |  |
| РКІ                    |  | Рідкокристалічний індикатор                                            |                                                                                          |   |     |  |                       |  |
| РКК                    |  | Ракетно-космічний комплекс                                             |                                                                                          |   |     |  |                       |  |
| РККМБ                  |  | Ракетно-космічний комплекс морського базування                         |                                                                                          |   |     |  |                       |  |
| РКМ                    |  | Рідкокристалічний монітор                                              |                                                                                          |   |     |  |                       |  |
| РКО1                   |  | Ракетно-космічна оборона                                               |                                                                                          |   |     |  |                       |  |
| РКО2                   |  | Розвідувальний корабель                                                |                                                                                          |   |     |  |                       |  |
| РКП1                   |  | Ракета космічного призначення                                          |                                                                                          |   |     |  |                       |  |
| РКП2                   |  | Рухомий командний пункт                                                | (те саме, що й ПКП1)                                                                     |   |     |  |                       |  |
| РКПП                   |  | Ракетний корабель на повітряній подушці                                |                                                                                          |   |     |  |                       |  |
| РКР                    |  | Ракетний крейсер                                                       |                                                                                          |   |     |  |                       |  |
| РКСП                   |  | Ракетний комплекс стратегічного призначення                            |                                                                                          |   |     |  |                       |  |
| РКТ                    |  | Ракетно-космічна техніка                                               |                                                                                          |   |     |  |                       |  |
| РКЦ                    |  | Ракетно-космічний центр                                                |                                                                                          |   |     |  |                       |  |
| РЛ                     |  | Радіолокація, радіолокаційний                                          |                                                                                          |   |     |  |                       |  |
| РЛА                    |  | Рушій літального апарата                                               | (те саме, що й ДЛА)                                                                      |   |     |  |                       |  |
| РЛД                    |  | Радіолокаційний дозор                                                  |                                                                                          |   |     |  |                       |  |
| РЛДС                   |  | Радіолокаційний дозор і спостереження                                  |                                                                                          |   |     |  |                       |  |
| РЛЗ                    |  | Радіолокаційне забезпечення                                            |                                                                                          |   |     |  |                       |  |
| РЛК                    |  | Радіолокаційний комплекс                                               |                                                                                          |   |     |  |                       |  |
| РЛП                    |  | Радіолокаційний пост                                                   |                                                                                          |   |     |  |                       |  |
| РЛР                    |  | Радіолокаційна розвідка                                                |                                                                                          |   |     |  |                       |  |
| РЛС                    |  | Радіолокаційна станція                                                 |                                                                                          |   |     |  |                       |  |
| РЛТ                    |  | Радіолокаційна техніка                                                 |                                                                                          |   |     |  |                       |  |
| РН                     |  | Ракета-носій                                                           |                                                                                          |   |     |  |                       |  |
| РНБ                    |  | Рада національної безпеки                                              | (у США)                                                                                  |   |     |  |                       |  |
| РНБО                   |  | Рада національної безпеки й оборони                                    |                                                                                          |   |     |  |                       |  |
| РНР                    |  | Розвідка, нагляд, рекогносцирування (рекогнозування)                   | (те саме що й РСР)                                                                       |   |     |  |                       |  |
| РНС                    |  | Радіонавігаційна система                                               |                                                                                          |   |     |  |                       |  |
| Розвідбат              |  | Розвідувальний батальйон                                               |                                                                                          |   |     |  |                       |  |
| РО                     |  | Рух опору                                                              |                                                                                          |   |     |  |                       |  |
| РОР                    |  | Режим й оперативна робота, режимно-оперативна робота                   |                                                                                          |   |     |  |                       |  |
| РП                     |  | Розвідувальний пункт                                                   |                                                                                          |   |     |  |                       |  |
| РПВ1                   |  | Реактивний піхотний вогнемет                                           |                                                                                          |   |     |  |                       |  |
| РПВ2                   |  | Режим припинення вогню                                                 |                                                                                          |   |     |  |                       |  |
| РПД1                   |  | Радіопротидія                                                          |                                                                                          |   |     |  |                       |  |
| РПД2 від рос. РПД      |  | 7-62-мм ручний кулемет Дєгтярьова                                      |                                                                                          |   |     |  |                       |  |
| РПГ1                   |  | Реактивний протитанковий гранатомет                                    |                                                                                          |   |     |  |                       |  |
| РПГ2                   |  | Розвідувально-пошукова група                                           |                                                                                          |   |     |  |                       |  |
| РПГ3                   |  | Ручна протитанкова граната                                             |                                                                                          |   |     |  |                       |  |
| РПГ4                   |  | Ручний протитанковий гранатомет                                        |                                                                                          |   |     |  |                       |  |
| РПК1                   |  | Радіоприладовий комплекс                                               |                                                                                          |   |     |  |                       |  |
| РПК2 від рос. РПК      |  | 7,62-мм ручний кулемет Калашникова                                     |                                                                                          |   |     |  |                       |  |
| РПК74 від рос. РПК-74  |  | 5,45-мм ручний кулемет Калашникова                                     |                                                                                          |   |     |  |                       |  |
| РПКС від рос. РПКС     |  | 7,62-мм ручний кулемет Калашникова зі складним прикладом               |                                                                                          |   |     |  |                       |  |
| РПКС74 від рос. РПКС74 |  | 5,45-мм ручний кулемет Калашникова зі складним прикладом               |                                                                                          |   |     |  |                       |  |
| РПМК                   |  | Радіопеленгаційний метеорологічний комплекс                            |                                                                                          |   |     |  |                       |  |
| РПП                    |  | Радіостанція поставлення перешкод                                      |                                                                                          |   |     |  |                       |  |
| РПС1                   |  | Радіопеленгаторна станція                                              |                                                                                          |   |     |  |                       |  |
| РПС2                   |  | Ремінно-плечова система, ремінно-поясна система                        |                                                                                          |   |     |  |                       |  |
| РПС3                   |  | Розвідувальна пересувна/переносна станція                              |                                                                                          |   |     |  |                       |  |
| РР1                    |  | Радіоактивні речовини                                                  |                                                                                          |   |     |  |                       |  |
| РР2                    |  | Радіорозвідка                                                          |                                                                                          |   |     |  |                       |  |
| РР3                    |  | Ракетний рушій                                                         | (те саме, що й РД1)                                                                      |   |     |  |                       |  |
| РР4                    |  | Реактивний рушій                                                       | (те саме, що й РД3)                                                                      |   |     |  |                       |  |
| РР5                    |  | Регламентний ремонт                                                    |                                                                                          |   |     |  |                       |  |
| РРБ                    |  | Рухома ремонтна база                                                   | (те саме, що й ПРБ)                                                                      |   |     |  |                       |  |
| РРГП                   |  | Ракетний рушій на гібридному паливі                                    | (те саме, що й РДГП)                                                                     |   |     |  |                       |  |
| РРД1                   |  | Ракетно-реактивний двигун                                              | (те саме, що й РРР1)                                                                     |   |     |  |                       |  |
| РРД2                   |  | Рідинний ракетний двигун                                               | (те саме, що й РРР2)                                                                     |   |     |  |                       |  |
| РРЛЗ                   |  | Радіорелейна лінія зв'язку                                             |                                                                                          |   |     |  |                       |  |
| РРП                    |  | Рухомий розвідувальний пункт                                           | (те саме, що й ПРП)                                                                      |   |     |  |                       |  |
| РРР1                   |  | Ракетно-реактивний рушій                                               | (те саме, що й РРД1)                                                                     |   |     |  |                       |  |
| РРР2                   |  | Рідинний ракетний рушій                                                | (те саме, що й РРД2)                                                                     |   |     |  |                       |  |
| РРТП                   |  | Ракетний рушій на твердому паливі                                      | (те саме, що й РДТП)                                                                     |   |     |  |                       |  |
| РРУ                    |  | Ракетна рушійна установка                                              | (те саме, що й РДУ)                                                                      |   |     |  |                       |  |
| РС1                    |  | Ракета стратегічна                                                     |                                                                                          |   |     |  |                       |  |
| РС2                    |  | Розпорядлива станція                                                   |                                                                                          |   |     |  |                       |  |
| РС3                    |  | Рятувальне судно                                                       |                                                                                          |   |     |  |                       |  |
| РСА                    |  | Розвідувально-сигнальна апаратура                                      |                                                                                          |   |     |  |                       |  |
| РСД                    |  | Ракета середньої дальності                                             |                                                                                          |   |     |  |                       |  |
| РСЗВ                   |  | Реактивна система залпового вогню                                      |                                                                                          |   |     |  |                       |  |
| РСМД                   |  | Ракета середньої і малої дальності                                     |                                                                                          |   |     |  |                       |  |
| РСО                    |  | Режимно-секретний орган                                                |                                                                                          |   |     |  |                       |  |
| РСР                    |  | Розвідка, спостереження (стеження), рекогносцирування (рекогнозування) | (те саме, що й РНР)                                                                      |   |     |  |                       |  |
| РСС                    |  | Режимно-секретна служба                                                |                                                                                          |   |     |  |                       |  |
| РСУ                    |  | Реактивна система управління                                           |                                                                                          |   |     |  |                       |  |
| РТ                     |  | Радіотелескоп                                                          |                                                                                          |   |     |  |                       |  |
| РТБ                    |  | Ремонтно-технічна база                                                 |                                                                                          |   |     |  |                       |  |
| РТВ                    |  | Радіотехнічні війська                                                  |                                                                                          |   |     |  |                       |  |
| РТЗ                    |  | Радіотехнічні засоби                                                   |                                                                                          |   |     |  |                       |  |
| РТО1                   |  | Район технічного обслуговування                                        |                                                                                          |   |     |  |                       |  |
| РТО2                   |  | Ремонтно-технічне обслуговування                                       |                                                                                          |   |     |  |                       |  |
| РТР                    |  | Радіотехнічна розвідка                                                 |                                                                                          |   |     |  |                       |  |
| РТРС                   |  | Радіотехнічна розвідувальна станція                                    |                                                                                          |   |     |  |                       |  |
| РТС1                   |  | Радіотелеметрична станція                                              |                                                                                          |   |     |  |                       |  |
| РТС2                   |  | Радіотехнічна служба                                                   |                                                                                          |   |     |  |                       |  |
| РТЦ                    |  | Радіотехнічний центр                                                   |                                                                                          |   |     |  |                       |  |
| РТЩ                    |  | Рейдовий тральщик                                                      |                                                                                          |   |     |  |                       |  |
| РУ1                    |  | Ракетна установка                                                      |                                                                                          |   |     |  |                       |  |
| РУ2                    |  | Розвідочна управа                                                      | (Вищий орган управління військовою розвідкою та контррозвідкою в УНР)                    |   |     |  |                       |  |
| РУБЛА                  |  | Розвідувально-ударний безпілотний літальний апарат                     | (те саме, що й РУБПЛА)                                                                   |   |     |  |                       |  |
| РУБПЛА                 |  | Розвідувально-ударний безпілотний літальний апарат                     | (те саме, що й РУБЛА)                                                                    |   |     |  |                       |  |
| РУД                    |  | Розвідувально-ударні дії                                               |                                                                                          |   |     |  |                       |  |
| РУК                    |  | Розвідувально-ударний комплекс                                         |                                                                                          |   |     |  |                       |  |
| РУС                    |  | Розвідувально-ударна система                                           |                                                                                          |   |     |  |                       |  |
| РХБЗ                   |  | Радіаційний, хімічний і біологічний захист                             |                                                                                          |   |     |  |                       |  |
| РХБР                   |  | Радіаційна, хімічна і бактеріологічна розвідка                         |                                                                                          |   |     |  |                       |  |
| РХМ                    |  | Розвідувальна хімічна машина                                           |                                                                                          |   |     |  |                       |  |
| РЦ                     |  | Розвідувальний центр                                                   |                                                                                          |   |     |  |                       |  |
| РЧ                     |  | Радіочастоти, радіочастотний                                           |                                                                                          |   |     |  |                       |  |
| РЧС                    |  | Розчин для чищення стволів                                             |                                                                                          |   |     |  |                       |  |
| ряд.                   |  | Рядовий                                                                |                                                                                          |   |     |  |                       |  |
| РЯЗ                    |  | Ракетно-ядерна зброя                                                   | (те саме, що й РЯО)                                                                      |   |     |  |                       |  |
| РЯН                    |  | Ракетно-ядерний напад                                                  |                                                                                          |   |     |  |                       |  |
| РЯО                    |  | Ракетно-ядерне озброєння                                               | (те саме, що й РЯЗ)                                                                      |   |     |  |                       |  |

## С
| Абревіатура, скорочення  | Предмет | Розшифрування                                       | Примітки                        |
| ------------------------ | ------- | --------------------------------------------------- | ------------------------------- |
| С                        |         | Сили                                                |                                 |
| с-т                      |         | Солдат                                              |                                 |
| солд. сол.               |         | Солдат                                              | (звання)                        |
| СА                       |         | Спускний апарат                                     |                                 |
| САБ                      |         | Служба авіаційної безпеки                           |                                 |
| САЗВ                     |         | Система активного запиту-відповіді                  |                                 |
| САК                      |         | Стратегічне авіаційне командування                  | (у ВПС США)                     |
| САМ                      |         | Стаціонарна авіаційна майстерня                     |                                 |
| САМБО від рос. САМБО     |         | Самооборона без зброї                               | (вид спортивного єдиноборства)  |
| СанПіН                   |         | Санітарні правила і норми                           |                                 |
| САПР                     |         | Система автоматизованого проектування               |                                 |
| САУ1                     |         | Самохідна артилерійська установка                   | (те саме, що й АСУ2)            |
| САУ2                     |         | Система автоматизованого управління                 |                                 |
| СБ1                      |         | Система безпеки                                     |                                 |
| СБ2                      |         | Служба безпеки                                      |                                 |
| СБГ                      |         | Спеціальна бойова група                             |                                 |
| СБДР                     |         | Служба безпеки дорожнього руху                      |                                 |
| СБЖ                      |         | Система безперебійного живлення                     |                                 |
| СБП                      |         | Служба безпеки президента                           |                                 |
| СБПУ                     |         | Служба безпеки Президента України                   | (у складі УДО)                  |
| СБР                      |         | Станція ближньої розвідки                           |                                 |
| СБУ                      |         | Служба безпеки України                              |                                 |
| СВ1                      |         | Санітарні втрати                                    |                                 |
| СВ2                      |         | Сухопутні війська                                   |                                 |
| СВВ                      |         | Санітарні втрати військовослужбовців                |                                 |
| СВВА                     |         | Система виявлення вибухівки автоматична             |                                 |
| СВД від рос. СВД         |         | 7,62-мм снайперська гвинтівка Драґунова             |                                 |
| СВМД                     |         | Сили висадки морського десанту                      |                                 |
| СВО                      |         | Спеціальна воєнізована охорона                      |                                 |
| СВП                      |         | Саморобний вибуховий пристрій                       |                                 |
| СВПЧ                     |         | Самостійна воєнізована пожежна частина              |                                 |
| СВТ від рос. СВТ         |         | 7,62-мм самозарядна гвинтівка Токарєва              |                                 |
| СГ                       |         | Ступінь готовності                                  |                                 |
| СГАК                     |         | Стаціонарний гідроакустичний комплекс               |                                 |
| СГВС                     |         | Статут гарнізонної і вартової служб                 |                                 |
| СГМ                      |         | Спеціальна геодезична мережа                        |                                 |
| СГУ                      |         | (Світло)сигнальна гучномовна установка              |                                 |
| СДК                      |         | Середній десантний корабель                         |                                 |
| СЕМ                      |         | Санітарно-евакуаційна машина                        |                                 |
| серж.                    |         | Сержант                                             |                                 |
| СЗ                       |         | Сіткове загородження                                |                                 |
| СЗВ                      |         | Судно зв'язку                                       |                                 |
| СЗОІ                     |         | Система збору й обробки інформації                  |                                 |
| СЗР1                     |         | Служба загальної розвідки                           | (в Єгипті і Саудівській Аравії) |
| СЗР2                     |         | Служба зовнішньої розвідки                          | (в Україні, Румунії і Росії)    |
| СЗЧ                      |         | Самовільне залишення частини                        |                                 |
| СЗШР                     |         | Спеціальний загін швидкого реагування               |                                 |
| СК                       |         | Стрільбовий комплекс                                |                                 |
| СКА                      |         | Сторожовий катер                                    |                                 |
| СКАПК                    |         | Сторожовий артилерійський катер на підводних крилах |                                 |
| СКО                      |         | Сторожовий корабель                                 |                                 |
| СКЗ                      |         | Станція космічного зв'язку                          |                                 |
| СККП                     |         | Система контролю космічного простору                |                                 |
| СКП1                     |         | Середня квадратична помилка                         |                                 |
| СКП2                     |         | Стартовий командний пункт                           |                                 |
| СКС1                     |         | 7,62-мм самозарядний карабін Симонова               |                                 |
| СКС2                     |         | Стрілецько-кулеметна споруда                        |                                 |
| СМ                       |         | Сигнальна міна                                      |                                 |
| СММ                      |         | Спеціальна моніторингова місія                      | (ОБСЄ в Україні)                |
| СМП                      |         | Світломаскувальний пристрій                         |                                 |
| СМУ                      |         | Складні метеорологічні умови                        |                                 |
| СНАР                     |         | Станція наземної артилерійської розвідки            |                                 |
| СНД                      |         | Співдружність Незалежних Держав                     |                                 |
| СНО1                     |         | Система наземного обслуговування                    |                                 |
| СНО2                     |         | Скорочення наступальних озброєнь                    |                                 |
| СНО3                     |         | Стартове наземне обладнання                         |                                 |
| СНО4                     |         | Стратегічне наступальне озброєння                   |                                 |
| СНП1                     |         | Скорочення наступальних потенціалів                 |                                 |
| СНП2                     |         | Стратегічний наступальний потенціал                 |                                 |
| СНР                      |         | Сили негайного реагування                           |                                 |
| СНС                      |         | Супутникова навігаційна система                     |                                 |
| СОД                      |         | Система обміну даними                               |                                 |
| СОЕП                     |         | Станція оптико-електронної протидії                 |                                 |
| СОІ1                     |         | Система обробки інформації                          |                                 |
| СОІ2                     |         | Система оперативного інформування                   |                                 |
| СОІ3                     |         | Стратегічна оборонна ініціатива                     | (США)                           |
| СОО                      |         | Сили особливих операцій                             | (те саме, що й СОсО)            |
| СООД                     |         | Система об'єднаного обліку даних                    |                                 |
| СОР                      |         | Сильнодійна отруйна речовина                        |                                 |
| СОС1                     |         | Список особового складу                             |                                 |
| СОС2                     |         | Стратегічні оборонні сили                           | (США)                           |
| СОсО                     |         | Сили особливих операцій                             | (те саме, що й СОО)             |
| СП1                      |         | Станція підслуховування                             |                                 |
| СП2                      |         | Станція постачання                                  |                                 |
| СП3                      |         | Стройова підготовка                                 |                                 |
| Спецназ від рос. Спецназ |         | Спеціальне призначення                              |                                 |
| СпецОп                   |         | Спеціальні операції, спеціальний оперативний        |                                 |
| Спецтех                  |         | Спеціальна техніка                                  |                                 |
| СПЗ                      |         | Спеціальний пост зв'язку                            |                                 |
| СПЛ                      |         | Станція перешкод літакова                           |                                 |
| СПН                      |         | Станція перешкод наземна                            |                                 |
| СпО                      |         | Спеціальних операцій, спеціальний оперативний       |                                 |
| СПРБ                     |         | Спеціальні прийоми рукопашного бою                  |                                 |
| СПРН                     |         | Системи попередження про ракетний напад             |                                 |
| СпП                      |         | Спеціального призначення                            |                                 |
| СПП                      |         | Судно на повітряній подушці                         |                                 |
| СПУ                      |         | Самохідна пускова установка                         |                                 |
| СРВ                      |         | Статегічні ракетні війська                          |                                 |
| СРЗ                      |         | Спеціальний радіозв'язок                            |                                 |
| СРЗК                     |         | Середній розвідувальний корабель                    |                                 |
| СРКО                     |         | Середній розвідувальний корабель                    |                                 |
| СРПЧ                     |         | Судно-рятувальник підводних човнів                  |                                 |
| СРТР                     |         | Станція радіотехнічної розвідки                     |                                 |
| СРЦ                      |         | Селекція рушійних цілей                             |                                 |
| ССДО                     |         | Спеціальна служба державної охорони                 | (у Грузії)                      |
| ССЗ                      |         | Системи супутникового зв'язку                       |                                 |
| ССЗР                     |         | Спеціальна служба зовнішньої розвідки               | (у Грузії)                      |
| ССіЗ                     |         | Служба спостереження і зв'язку                      |                                 |
| ССО                      |         | Сили спеціальних операцій                           | (те саме, що й ССпО)            |
| ССП                      |         | Спеціальний спусковий пристрій                      |                                 |
| ССпО                     |         | Сили спеціальних операцій                           | (те саме, що й ССО)             |
| СТ                       |         | Середній танк                                       |                                 |
| ст.1                     |         | Старший                                             |                                 |
| ст.2                     |         | Стаття                                              |                                 |
| ст.3                     |         | Ступінь                                             |                                 |
| ст-на                    |         | Старшина                                            |                                 |
| СТА                      |         | Спеціальний телефонний апарат                       |                                 |
| Старлей                  |         | Старший лейтенант                                   |                                 |
| Старпом                  |         | Старший помічник                                    | (у ВМС)                         |
| СТВ                      |         | Середня точка влучань                               |                                 |
| СТЗ1                     |         | Склад тимчасового зберігання                        |                                 |
| СТЗ2                     |         | Спеціальні технічні засоби                          |                                 |
| СТО1                     |         | Стандартна тренувальна операція                     |                                 |
| СТО2                     |         | Станція технічного обслуговування                   |                                 |
| СТС                      |         | Стандартна тренувальна ситуація                     |                                 |
| СУ                       |         | Самохідна установка                                 |                                 |
| СУБД                     |         | Система управління базами даних                     |                                 |
| СУВ                      |         | Система управління вогнем                           |                                 |
| СУС                      |         | Система управління стрільбою                        |                                 |
| СФЗ                      |         | Система фізичного захисту                           |                                 |
| СФП                      |         | Спеціальна фізична підготовка                       |                                 |
| СФС                      |         | Спеціальна фортифікаційна споруда                   |                                 |
| СХ                       |         | Середні хвилі, середньохвильовий                    |                                 |
| Сх.                      |         | Схід                                                |                                 |
| СЧ                       |         | Секретна частина                                    |                                 |
| СШ                       |         | Стальний шолом                                      |                                 |
| СШВ                      |         | Секретно-шифрувальний відділ                        |                                 |
| СШГ                      |         | Світлошумова граната                                |                                 |
| СШР                      |         | Сили швидкого реагування                            |                                 |
| СЯС1                     |         | Сили ядерного стримування                           |                                 |
| СЯС2                     |         | Стратегічні ядерні сили                             |                                 |

## Т
| Абревіатура, скорочення | Предмет | Розшифрування                              | Примітки                |
| ----------------------- | ------- | ------------------------------------------ | ----------------------- |
| Т                       |         | Танк                                       |                         |
| т. в. о.                |         | Тимчасовий виконувач обов'язків            |                         |
| ТА1                     |         | Тактична авіація                           |                         |
| ТА2                     |         | Телефонний апарат                          |                         |
| ТА3                     |         | Торпедний апарат                           |                         |
| ТА(В)КР                 |         | Тяжкий авіаносний крейсер                  | (те саме, що й ВА(В)КР) |
| ТакГруп                 |         | Тактична група                             |                         |
| ТакМед                  |         | Тактична медицина                          |                         |
| ТАРКР                   |         | Тяжкий атомний ракетний крейсер            | (те саме, що й ВАРКР)   |
| ТБ1                     |         | Телебачення                                |                         |
| ТБ2                     |         | Тяжкий бомбардувальник                     | (те саме, що й ВБ1)     |
| ТБКМ                    |         | Тактична бойова колісна машина             |                         |
| ТБМП                    |         | Тяжка бойова машина піхоти                 | (те саме, що й ВБМП)    |
| ТБР                     |         | Тактичний безпілотний розвідник            |                         |
| ТБС                     |         | Типова бойова ситуація                     |                         |
| ТВ                      |         | Телевізор, телевізійний                    |                         |
| ТВД                     |         | Театр воєнних дій                          |                         |
| ТВН                     |         | Термос військовий, що носиться             |                         |
| ТВО                     |         | Тимчасовий виконувач обов'язків            |                         |
| ТВР                     |         | Температурно-вологісний режим              |                         |
| ТВС                     |         | Тяжка вогнеметна система                   | (те саме, що й ВВС)     |
| ТГ1                     |         | Тактична група                             |                         |
| ТГ2                     |         | Тривожна група                             |                         |
| ТГЗ                     |         | Топогеодезичне забезпечення                |                         |
| ТГСН                    |         | Теплова голівка самонаведення              |                         |
| ТДА                     |         | Транспортно-десантна авіація               |                         |
| ТДП                     |         | Танковий димовий прилад                    |                         |
| ТЕЗ                     |         | Тиловий елемент заміни                     |                         |
| ТЕЧ                     |         | Техніко-експлуатаційна частина             |                         |
| ТЗ                      |         | Топографічний загін                        |                         |
| ТЗБ                     |         | Технічні засоби безпеки                    |                         |
| ТЗЗ                     |         | Технічні засоби захисту                    | (ЯЗ)                    |
| ТЗК                     |         | Труба зенітна командирська                 |                         |
| ТЗМ                     |         | Транспортно-зарядна машина                 |                         |
| ТЗО                     |         | Технічні засоби охорони                    |                         |
| ТЗОІ                    |         | Технічні засоби обробки інформації         |                         |
| ТЗП                     |         | Транспортний захисний пристрій             | (ЯЗ)                    |
| ТЗР                     |         | Технічні засоби розвідки                   |                         |
| ТЗФЗ                    |         | Технічні засоби фізичного захисту          |                         |
| ТК                      |         | Танковий корпус                            |                         |
| ТКА                     |         | Торпедний катер                            |                         |
| ТкП                     |         | Тактична підготовка                        | (те саме, що й ТСП)     |
| ТЛГ                     |         | Телеграф, телеграфний                      |                         |
| ТЛФ                     |         | Телефон, телефонний                        |                         |
| ТМ                      |         | Транспортна машина                         |                         |
| ТМС                     |         | Транспортна машина спеціальна              |                         |
| ТНС                     |         | Техніка надзвичайної секретності           | (те саме, що й ТНТ)     |
| ТНТ                     |         | Техніка надзвичайної таємності             | (те саме, що й ТНС)     |
| ТО1                     |         | Технічне обслуговування                    |                         |
| ТО2                     |         | Технічний огляд                            |                         |
| ТО3                     |         | Тилова охорона                             |                         |
| ТОГ                     |         | Тимчасова оперативна група                 |                         |
| ТОС                     |         | Техніка особливої секретності              |                         |
| ТП1                     |         | Теплопеленгатор                            |                         |
| ТП2                     |         | Технічна позиція                           |                         |
| ТП3                     |         | Топографічна підготовка                    |                         |
| ТПВ                     |         | Транзитно-пересильне відділення            |                         |
| ТПД                     |         | Танковий приціл-далекомір                  |                         |
| ТПЗ                     |         | Тилова похідна застава                     |                         |
| ТПК2                    |         | Транспортно-пусковий контейнер             |                         |
| ТПР                     |         | Тимчасовий перевантажний район             |                         |
| ТПУ1                    |         | Тиловий пункт управління                   |                         |
| ТПУ2                    |         | Транспортно-пускова установка              |                         |
| ТР                      |         | Транспорт                                  |                         |
| ТРД                     |         | Турбореактивний двигун                     | (те саме, що й ТРР)     |
| ТРК                     |         | Тактичний ракетний комплекс                |                         |
| ТрО                     |         | Територіальна оборона                      |                         |
| ТРР                     |         | Турбореактивний рушій                      | (те саме, що й ТРД)     |
| ТСБ                     |         | Технічні системи безпеки                   |                         |
| ТСОУ                    |         | Товариство сприяння оборони України        |                         |
| ТСП                     |         | Тактико-спеціальна підготовка              | (те саме, що й ТкП)     |
| ТТ1 від рос. ТT         |         | 7,62-мм пістолет Токарєва зразка 1933 року |                         |
| ТТ2                     |         | Тяжкий танк                                | (те саме, що й ВТ1)     |
| ТТВ                     |         | Тактико-технічні вимоги                    |                         |
| ТТД                     |         | Тактико-технічні дані                      |                         |
| ТТЕ                     |         | Тактико-технічні елементи                  |                         |
| ТТЗ                     |         | Тактико-технічне завдання                  |                         |
| ТТУ                     |         | Тактико-технічні умови                     |                         |
| ТТХ                     |         | Тактико-технічні характеристики            |                         |
| ТУ                      |         | Технічні умови                             |                         |
| ТУС                     |         | Таблиця умовних сигналів                   |                         |
| ТхП                     |         | Технічна підготовка                        |                         |
| ТЩ                      |         | Тральщик                                   |                         |

## У
| Абревіатура, скорочення | Предмет | Розшифрування                                    | Примітки                                                    |
| ----------------------- | ------- | ------------------------------------------------ | ----------------------------------------------------------- |
| УАГ                     |         | Універсальний автоматичний гранатомет            |                                                             |
| УАП                     |         | Урядовий аеропорт                                |                                                             |
| УБД                     |         | Учасник бойових дій                              |                                                             |
| УБОЗ                    |         | Управління боротьби з організованою злочинністю  | колишня структура МВС України                               |
| УБПЛА                   |         | Ударний безпілотний літальний апарат             |                                                             |
| УВ                      |         | Універсальний вибухівник                         |                                                             |
| УВО                     |         | Українська військова організація                 |                                                             |
| УВС                     |         | Універсальна вогнева споруда                     |                                                             |
| УВФ                     |         | Український воєнний флот                         | Українська воєнна фльота — у часи УНР і Української держави |
| УГВК                    |         | Український генеральний військовий комітет       | вища військова установа УНР                                 |
| УГВШ                    |         | Український генеральний військовий штаб          | вищий орган управління Армії УНР                            |
| УДБ                     |         | Управління державної безпеки                     |                                                             |
| УДК                     |         | Універсальний десантний корабель                 |                                                             |
| УДО                     |         | Управління державної охорони                     | в Україні                                                   |
| УЗ                      |         | Універсальний запал                              |                                                             |
| УЗВ                     |         | Установка залпового вогню                        |                                                             |
| УКП                     |         | Універсальний корабель підтримки                 |                                                             |
| Укроборонпром           |         | Українська оборонна промисловість                |                                                             |
| Укрраднацоборонбез      |         | Рада національної безпеки і оборони України      | дуже рідко вживається для позначення РНБО України           |
| УКХ                     |         | Ультракороткі хвилі                              |                                                             |
| УМВС                    |         | Управління Міністерства внутрішніх справ         |                                                             |
| УМС                     |         | Універсальна маскувальна станція                 |                                                             |
| УНБ                     |         | Управління національної безпеки                  |                                                             |
| УПА                     |         | Українська повстанська армія                     |                                                             |
| УПХ                     |         | Ударна повітряна хвиля                           |                                                             |
| УР                      |         | Укріплений район                                 |                                                             |
| УСБУ                    |         | Управління Служби безпеки України                |                                                             |
| УСМ                     |         | Ударно-спусковий механізм                        |                                                             |
| УСО                     |         | Управління спеціальних операцій                  |                                                             |
| УСС                     |         | Українські січові стрільці                       |                                                             |
| УТіО                    |         | Управління тилу і озброєння                      |                                                             |
| УУЗ                     |         | Управління урядового зв'язку                     |                                                             |
| УФ                      |         | Ультрафіолетове випромінювання, ультрафіолетовий |                                                             |
| УЧХ                     |         | Український Червоний Хрест                       |                                                             |

## Ф
| Абревіатура, скорочення | Предмет | Розшифрування                                       | Примітки          |
| ----------------------- | ------- | --------------------------------------------------- | ----------------- |
| Ф1                      |         | Флот                                                |                   |
| Ф2                      |         | Фронт                                               |                   |
| ФА                      |         | Фронтова авіація                                    |                   |
| ФАР                     |         | Фазована антенна решітка                            |                   |
| ФАУЗІ (рос. ФАПСИ)      |         | Федеральне агентство урядового зв'язку й інформації | в Росії           |
| ФБР                     |         | Федеральне бюро розслідувань                        | в США             |
| ФВ                      |         | Функціональний вузол                                |                   |
| ФВУ                     |         | Фільтро-вентиляційна установка                      |                   |
| ФЗАБ                    |         | Фугасно-запалювальна авіаційна бомба                |                   |
| ФКП1                    |         | Фактор космічного польоту                           | те саме, що й ЧКП |
| ФКП2                    |         | Флагманський командний пункт                        |                   |
| Фл.                     |         | Флотилія                                            |                   |
| ФМ                      |         | Фазова модуляція                                    |                   |
| ФОР                     |         | Фосфорорганічні речовини                            |                   |
| ФОТАБ                   |         | Фотографічна авіаційна бомба                        |                   |
| ФП                      |         | Фізична підготовка                                  |                   |
| ФРС                     |         | Федеральна розвідувальна служба                     | у ФРН             |
| ФСБ                     |         | Федеральна служба безпеки                           | в Росії           |
| ФСО                     |         | Федеральна служба охорони                           | в Росії           |
| ФТБ                     |         | Фронтова тилова база                                |                   |

## Х
| Абревіатура, скорочення | Предмет | Розшифрування                           | Примітки           |
| ----------------------- | ------- | --------------------------------------- | ------------------ |
| х-жий                   |         | Хорунжий                                |                    |
| ХВ                      |         | Хімічні війська                         |                    |
| ХДС                     |         | Хімічне джерело струму                  |                    |
| ХДЦ                     |         | Хибно-дезінформувальна ціль             |                    |
| ХЗ1                     |         | Хімічна зброя                           |                    |
| ХЗ2                     |         | Хімічний захист                         |                    |
| ХКА                     |         | Хвиля кінцевих амплітуд                 |                    |
| ХМА                     |         | Хвиля малих амплітуд                    |                    |
| хор.                    |         | Хорунжий                                |                    |
| ХППШ                    |         | Хірургічний польовий пересувний шпиталь | те саме, що й ХПРШ |
| ХПРШ                    |         | Хірургічний польовий рухомий шпиталь    | те саме, що й ХППШ |
| ХПС                     |         | Хвиля падіння снаряду                   |                    |
| ХРД1                    |         | Хвиля реактивного двигуна               | те саме, що й ХРР1 |
| ХРД2                    |         | Хімічний ракетний двигун                | те саме, що й ХРР2 |
| ХРД3                    |         | Хімічний розвідувальний дозор           |                    |
| ХРР1                    |         | Хвиля реактивного рушія                 | те саме, що й ХРД1 |
| ХРР2                    |         | Хімічний ракетний рушій                 | те саме, що й ХРД2 |
| ХЦ                      |         | Хибна ціль                              |                    |

## Ц
| Абревіатура, скорочення | Предмет | Розшифрування                                              | Примітки              |
| ----------------------- | ------- | ---------------------------------------------------------- | --------------------- |
| Ц-р                     |         | Центр                                                      |                       |
| ЦА                      |         | Цивільна авіація                                           |                       |
| ЦАП                     |         | Цифровий аналоговий перетворювач                           |                       |
| ЦАС                     |         | Центральний автомат стрільби                               |                       |
| ЦАК                     |         | Центральний авіа клуб                                      |                       |
| ЦБОД                    |         | Центральний банк оперативних даних                         |                       |
| ЦБЗіПЛС                 |         | Центр бойового застосування і перенавчання льотного складу |                       |
| ЦБП                     |         | Центр бойової підготовки                                   |                       |
| ЦБПіБЗ                  |         | Центр бойової підготовки і бойового застосування           |                       |
| ЦБУ                     |         | Центр бойового управління                                  |                       |
| ЦВБО                    |         | Центр військ берегової оборони                             | з'єднання ВМС України |
| ЦВЗ                     |         | Центральний вузол зв'язку                                  |                       |
| ЦВКШ                    |         | Центральний військовий клінічний шпиталь                   |                       |
| ЦВШ                     |         | Центральний військовий шпиталь                             |                       |
| ЦГМС                    |         | Центр гідрометеорологічної служби                          |                       |
| ЦГПВ                    |         | Центр гірської підготовки і виживання                      |                       |
| ЦДС                     |         | Центральна диспечерська служба                             |                       |
| ЦЗССЗ                   |         | Центральна земна станція супутникового зв'язку             |                       |
| ЦІТЗ                    |         | Центр інженерно-технічного забезпечення                    |                       |
| ЦКБІ                    |         | Центр комплексної безпеки інформації                       |                       |
| ЦККП                    |         | Центр контролю космічного простору                         |                       |
| ЦКП                     |         | Центральний командний пункт                                |                       |
| ЦКС                     |         | Центр кінологічної служби                                  |                       |
| Цн.                     |         | Центр                                                      |                       |
| ЦО                      |         | Цивільна оборона                                           |                       |
| ЦОіНС                   |         | Цивільна оборона і надзвичайні ситуації                    |                       |
| ЦОМ                     |         | Цифрова обчислювальна машина                               |                       |
| ЦОТД                    |         | Центр оперативно-тактичних досліджень                      |                       |
| ЦП                      |         | Центральний полігон                                        |                       |
| ЦПІ                     |         | Центр прийому інформації                                   |                       |
| ЦПК                     |         | Центр підготовки космонавтів                               |                       |
| ЦПУ                     |         | Центральний пункт управління                               |                       |
| ЦР                      |         | Центральна Рада                                            |                       |
| ЦРВ                     |         | Центральний радіовузол                                     |                       |
| ЦРУ                     |         | Центральне розвідувальне управління                        | в США                 |
| ЦС                      |         | Центральне сховище                                         |                       |
| ЦСО                     |         | Центр спеціальних операцій                                 | в СБУ                 |
| ЦСП (рос. ЦСН)          |         | Центр спеціального призначення                             | у ФСБ Росії           |
| ЦТБ                     |         | Центральне телебачення                                     |                       |
| ЦУ                      |         | Центральне управління                                      |                       |
| ЦУЗ                     |         | Центр урядового зв'язку                                    |                       |
| ЦШ                      |         | Центральний штаб                                           |                       |

## Ч
| Абревіатура, скорочення | Предмет | Розшифрування                     | Примітки           |
| ----------------------- | ------- | --------------------------------- | ------------------ |
| ЧВЗ                     |         | Чергові вогневі засоби            |                    |
| ЧЗ                      |         | Чергова зміна                     |                    |
| ЧКП                     |         | Чинник космічного польоту         | те саме, що й ФКП1 |
| ЧНзП                    |         | Частина надзвичайного призначення |                    |
| ЧМ1                     |         | Частотна маніпуляція              |                    |
| ЧМ2                     |         | Частотна модуляція                |                    |
| ЧОсП                    |         | Частини особливого призначення    |                    |
| ЧПК                     |         | Чересперіодна компенсація         |                    |
| ЧС                      |         | Чергові сили                      |                    |
| ЧСпП                    |         | Частини спеціального призначення  |                    |
| ЧФ                      |         | Чорноморський флот                | у ВМФ РФ           |
| ЧЧ                      |         | Черговий частини, чергова частина |                    |

## Ш
| Абревіатура, скорочення | Предмет | Розшифрування                                     | Примітки            |
| ----------------------- | ------- | ------------------------------------------------- | ------------------- |
| Ш                       |         | Штаб                                              |                     |
| ША1                     |         | Штаб армії                                        |                     |
| ША2                     |         | Штурмова авіація                                  |                     |
| ШГ                      |         | Штурмова група                                    |                     |
| ШГББ                    |         | Штурмова група ближнього бою                      |                     |
| ШДКЗ                    |         | Шифри і документи кодованого зв'язку              |                     |
| ШІ                      |         | Штучний інтелект                                  |                     |
| ШК                      |         | Штаб корпусу                                      |                     |
| ШКВС                    |         | Штаб щодо координації військового співробітництва | держав-учасниць СНД |
| ШМББ                    |         | Штурмова машина ближнього бою                     |                     |
| ШП                      |         | Шумопеленгатор                                    |                     |
| ШПК                     |         | Штатно-посадова категорія                         |                     |
| ШПС1                    |         | Шумопеленгаторна станція                          |                     |
| ШПС2                    |         | Шумоподібні сигнали                               |                     |
| ШПУ                     |         | Шахтова пускова установка                         |                     |
| ШСЗ                     |         | Штучний супутник Землі                            |                     |
| ШСК                     |         | Шлюпкова сигнальна книжка                         |                     |
| Штакор                  |         | Штаб корпусу                                      |                     |
| Штарм                   |         | Штаб армії                                        |                     |

## Щ
| Абревіатура, скорочення | Предмет | Розшифрування                   | Примітки |
| ----------------------- | ------- | ------------------------------- | -------- |
| ЩАФА                    |         | Щілинний аерофотоапарат         |          |
| ЩВЖ                     |         | Щит вимкнення живлення          |          |
| ЩТА                     |         | Щогла телескопічна алюмінієва   |          |
| ЩТО                     |         | Щоденне технічне обслуговування |          |

## Я
| Абревіатура, скорочення | Предмет | Розшифрування                     | Примітки          |
| ----------------------- | ------- | --------------------------------- | ----------------- |
| ЯБВ                     |         | Ядерне бойове відділення          |                   |
| ЯБП                     |         | Ядерний боєприпас                 |                   |
| ЯБЧ                     |         | Ядерна бойова частина             |                   |
| ЯВ                      |         | Ядерний вибух                     |                   |
| ЯЕУ                     |         | Ядерна енергетична установка      |                   |
| ЯЗ                      |         | Ядерна зброя                      |                   |
| ЯЗК                     |         | Ядерний збройовий комплекс        |                   |
| ЯМ                      |         | Ядерна міна                       |                   |
| ЯРД                     |         | Ядерний ракетний двигун           | те саме, що й ЯРР |
| ЯРМД                    |         | Ядерна ракета малої дальності     |                   |
| ЯРР                     |         | Ядерний ракетний рушій            | те саме, що й ЯРД |
| ЯРСД                    |         | Ядерна ракета середньої дальності |                   |
| ЯФ                      |         | Ядерний фугас                     |                   |